# Jacques Chaban-Delmas
Pour les articles homonymes, voir Delmas.
« Chaban » redirige ici. Pour le château éponyme, voir château de Chaban.
Cet article concerne l'homme politique. Pour le joueur de rugby à XV, voir Jacques Delmas.
Jacques Chaban-Delmas, souvent surnommé « Chaban », né Jacques Delmas le 7 mars 1915 dans le 13e arrondissement de Paris et mort le 10 novembre 2000 dans le 7e arrondissement de Paris, est un résistant, général de brigade et homme d'État français. Il est Premier ministre du 20 juin 1969 au 5 juillet 1972.
Considéré comme l'un des « barons du gaullisme », il est notamment maire de Bordeaux de 1947 à 1995, ministre sous la IVe République et président de l'Assemblée nationale à trois reprises entre 1958 et 1988.
Chef du gouvernement sous la présidence de Georges Pompidou, il préconise une « Nouvelle société », d'inspiration centriste et sociale. Candidat gaulliste à l'élection présidentielle de 1974 à la suite de la mort de Georges Pompidou, il subit la concurrence du libéral Valéry Giscard d'Estaing et est éliminé dès le premier tour ; cet échec est à l’origine du terme « chabanisation », un néologisme désignant la marginalisation rapide du favori d'un scrutin électoral.

## Biographie

### Origines
Fils de Pierre Delmas (1887-1980), ingénieur-conseil chez Delahaye, et de Georgette Barrouin (1895-1985), professeur de musique à Bordeaux, il naît au 46 boulevard de l’Hôpital à Paris. Ses parents se séparent en 1927 et sa mère se remarie en 1928 avec Maurice Legendre, pilote de chasse pendant la Première Guerre mondiale, devenu marchand de meubles.
Élève médiocre au lycée Lakanal, à Sceaux, il y découvre le rugby et sa tradition éducative. Il étudie ensuite à la faculté de droit de Paris et à l'École libre des sciences politiques (Sciences Po), section Finances publiques. Il est licencié en droit et diplômé d'études supérieures d'économie politique et de droit public en 1937 avec Michel Debré et Jean-Marcel Jeanneney. Il se classe septième de sa section à Sciences Po. En 1933, il entre en tant que journaliste financier au quotidien L'Information économique et financière.
En 1938-1939, pendant son service militaire commencé au 37e régiment d'infanterie de Bitche en Moselle, il suit la formation des EOR, est reçu premier et sort major de la promotion du maréchal Joffre à Saint-Cyr en mars 1939. Au moment de la défaite de juin 1940, il est sous-lieutenant au 75e bataillon alpin de forteresse dans le massif de l'Authion au nord de Nice.

### Vichy et la Résistance
Il a 25 ans en juin 1940. Démobilisé le 3 août 1940, il ne parvient pas à gagner Londres. Ne supportant pas l'humiliation de la défaite, il passe en zone libre, où il rencontre le colonel Groussard qui le met en contact avec le réseau de résistance Hector, organisation de résistance du Nord de la France commandée par le colonel Alfred Heurtaux en décembre 1940, d’abord sous le nom de Lakanal, en souvenir de son lycée à Sceaux. Il se lie avec Maurice Bourgès-Maunoury, Henri Sacquet et Félix Gaillard. De 1941 à 1942, il travaille comme contractuel, puis en préparant et en réussissant en mars 1943 le concours de l’Inspection des finances, au cabinet du secrétariat d'État à la Production industrielle, dirigé par Pierre Pucheu puis par François Lehideux sous Darlan, puis Jean Bichelonne, dans le deuxième gouvernement de Pierre Laval, dont les services parisiens étaient installés dans un hôtel particulier du XVIIIe siècle, rue de Grenelle dans le 7e arrondissement parisien. À la fin de l’année 1942, après la chute du réseau due à des arrestations, il entre directement en contact avec les représentants de Londres et se livre à un travail de renseignement dans les services du ministère de l'Industrie. Il poursuit son activité de renseignement avec l'Organisation civile et militaire(OCM), qui succède à Hector en fusionnant avec d'autres organismes résistants. Comme haut fonctionnaire, il est sous les ordres de l'inspecteur des Finances Raymond Panié, qui sait [réf. nécessaire] que, sous le pseudonyme de Chaban — ce nom de résistant choisi en août 1943, un an avant la Libération, a pour origine un écriteau indiquant le château de Chaban, —, il fournit des renseignements économiques à la France libre. Chaban représente le chef du service des relations extérieures aux conférences qui réunissent les représentants des services responsables de l'économie en zone occupée. En février 1944, aux côtés de Guillain de Bénouville, François Bloch-Lainé, René Courtin, André Debray et Michel Debré, Chaban est nommé au Comité financier de la Résistance (COFI), que Jacques Bingen et Georges Bidault viennent de créer pour financer l'action de l'armée des ombres,,.

#### Général de brigade

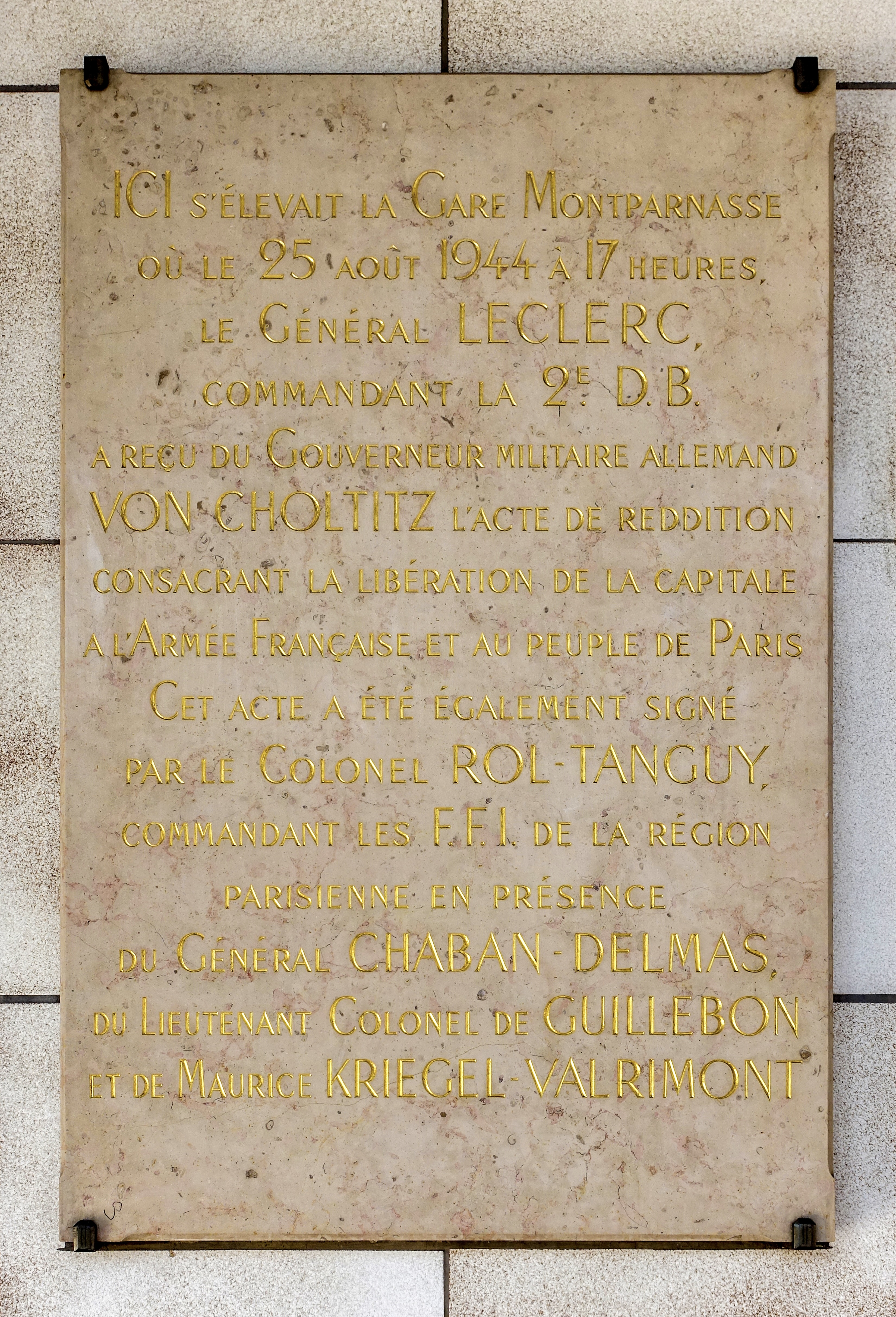
Plaque commémorative de la libération de Paris.

À l'extrême fin de l'été 1943, après plusieurs entretiens avec son ami Maurice Bourgès-Maunoury tout juste revenu en France comme délégué militaire régional, Jacques Delmas rejoint la Délégation militaire du CFLN en France. À partir du mois d'octobre 1943, devenu « Chaban », il fait fonction, à Paris, d'adjoint au délégué militaire national (DMN), le commandant Louis Mangin. Sur instruction de ce dernier, il travaille un temps avec André Boulloche, délégué militaire pour la Région parisienne. En mai 1944, les responsabilités de Jacques Chaban-Delmas dans la Résistance sont stratégiques. En effet, responsable de la coordination militaire sur tout le territoire, il est le lien entre les FFI et le Haut commandement interallié auprès de Pierre Koenig et veille à leur application. Interlocuteur du Comité d'action militaire COMAC, institué par le CNR, il s'efforce de préparer la participation des forces paramilitaires de la Résistance à la libération du territoire.
En mai 1944, il est nommé délégué militaire national par Socrate (Lazare Rachline), envoyé personnel du général de Gaulle. Devant peser dans les négociations, Socrate le recommande — alors qu'il n'est que lieutenant — au grade de général de brigade au général de Gaulle et au Gouvernement provisoire, qui entérinent. Il est le plus jeune général nommé depuis François Séverin Marceau, général à 24 ans à la Révolution, même s'il ne commande aucune troupe.
Il quitte Paris pour Londres le 25 juillet 1944 afin de rendre compte au Commandement allié des possibilités militaires de la Résistance. Avec le soutien d'Alexandre Parodi, délégué général, il s'oppose à la stratégie insurrectionnelle du COMAC. Il demande instamment que le plan d'opérations qui prévoyait la chute de Paris soit modifié de manière à éviter à la capitale destructions et massacres. Il repart de Londres le 13 août 1944 nanti des ordres du général Koenig. Amené au Mans par les Américains le 14 août, il arrive à Paris deux jours plus tard, à bicyclette. Il agit pendant l'insurrection parisienne de façon à permettre à la Résistance d'exercer une action d'un grand retentissement, tout en prévenant tout débordement de violence. Il accueille le général Leclerc à Arpajon le 24 août, et entre avec lui dans Paris.

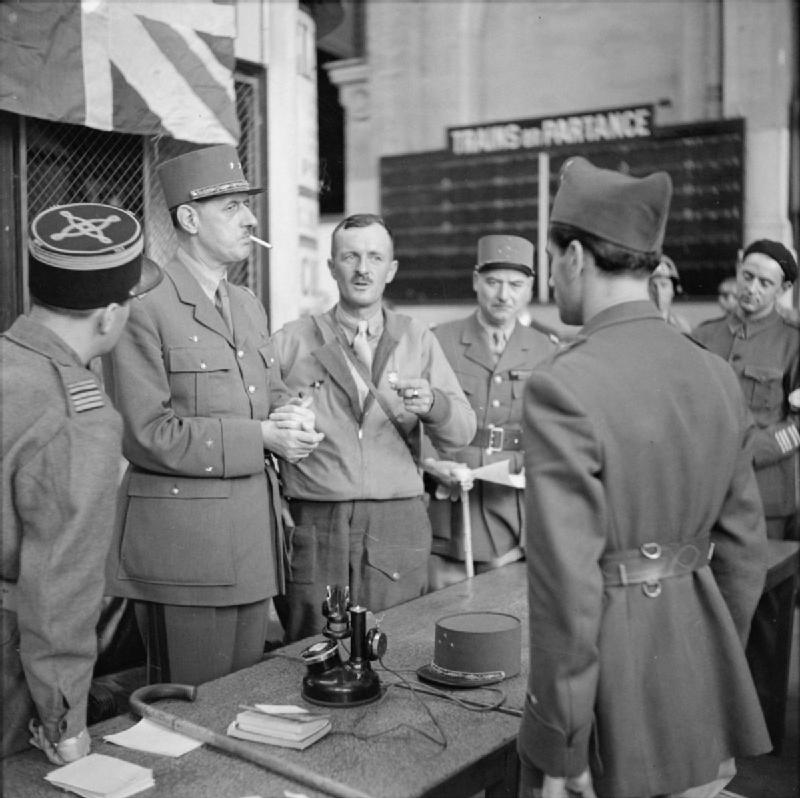
Jacques Chaban-Delmas (de dos, à droite) avec le général de Gaulle, le général Leclerc et d’autres officiers à la gare Montparnasse le 25 août 1944.

Le 25 août 1944, il accompagne donc Philippe Leclerc de Hauteclocque à la Libération de Paris et rencontre pour la première fois de Gaulle à la gare Montparnasse.
Il est l'un des quatre généraux de brigade FFI, avec Pierre de Bénouville (1914-2001), Maurice Chevance-Bertin (1910-1996) et Alfred Malleret-Joinville (1911-1960). Un « Additif à l'annuaire des officiers généraux de 1946 », daté du 11 juin 1946, précise : « Ces officiers ont reçu le titre de général de brigade en raison de leurs fonctions dans la Résistance et pour la durée de leur mission. Ce titre a été transformé en celui de général honoraire après la libération de la France ».
En novembre 1944, il est nommé au cabinet du ministre de la Guerre, André Diethelm, pour une mission d’inspection de l’armée (chef de l’Inspection générale de l’armée), puis est affecté en tant qu’inspecteur des finances dans le civil en août 1945, nommé secrétaire général du ministère de l’Information (auprès de Jacques Soustelle, puis d’André Malraux). Fonctionnaire « insoumis », il quitte le ministère début 1946, en désaccord avec la politique sur la presse sous l’Occupation et démissionne.

### Débuts en politique
Quand il franchit le Rubicon en mai 1946, le projet de Constitution, auquel de Gaulle est opposé, est rejeté par référendum. Il ne peut postuler pour la nouvelle Assemblée constituante, en place pour six mois, mais prend rang pour l'assemblée qui doit être élue en novembre 1946.
Il hésite entre Charente, Charente-Maritime et Gironde, trois départements où les radicaux, pour cause de divisions, n'avaient pas obtenu de siège en 1945. Lorrain Cruse a un faible pour la Charente-Maritime à cause des voix protestantes. Félix Gaillard préfère la Charente. Il reste donc la Gironde pour Chaban ; il indique à ce sujet : « J'étais avant tout un citadin. Plus grand serait le poids urbain dans le département où j'allais tenter ma chance, plus je serais à l'aise. » Bref, c'est un Parisien qui débarque à Bordeaux dans une traction-avant décapotable prêtée par un industriel parisien mécène du rugby. Il choisit d’entrer en politique à Bordeaux, comme « parachuté ».
Son ami Maurice Bourgès-Maunoury, radical et futur président du Conseil, est nommé commissaire de la République à Bordeaux en 1945. Ce dernier ne peut empêcher les radicaux du cru de voir d'un mauvais œil ce parachutage. Ils contestent la bénédiction d'Édouard Herriot, le pape du radicalisme. Ils proposent la candidature de l'amiral Muselier qui a été le premier officier général à rallier Charles de Gaulle à Londres dès le 30 juin 1940. Les premiers contacts politiques sont tendus, les premières réunions violentes. Il obtient l'investiture et deux sièges pour son parti. Il reconnaît, trente ans plus tard : « J'eusse dû y perdre sur le champ la naïveté que j'ai conservée longtemps ».
Jacques Chaban-Delmas se fait élire pour la première fois député de Bordeaux le 10 novembre 1946 sous l’étiquette radicale avec le soutien de De Gaulle et d'Herriot. Le 17 juin 1951, il réussit à préserver la double étiquette radicale (RGR) et gaulliste (RPF) en gagnant contre Henri Teitgen (MRP), mais les partis refusant la double appartenance, il choisit le camp gaulliste. Le 20 juin 1946, à la suite du second « discours de Bayeux », il fonde, avec René Capitant, Louis Vallon et Pierre Clostermann, l'Union gaulliste pour la IVe République, qui fusionne, le 7 avril 1947, dans le Rassemblement du peuple français (RPF), constitué autour du général de Gaulle. Il en devient l’une des figures comme membre du conseil de direction et du bureau politique. Il est directeur de publication des journaux du RPF, L'Étincelle (de 1947 à 1955), Le Rassemblement (de 1948 à 1954), Liberté de l'Esprit (de 1949 à 1954).
Il est président de l'Intergroupe d'Action pour une vraie démocratie à l'Assemblée nationale le 20 août 1947, puis du groupe d'action démocratique et républicaine à l'Assemblée nationale le 9 décembre 1948, et enfin président du groupe RPF à l'Assemblée nationale. Après l'échec du RPF, il fonde et dirige, de 1953 à 1958, un autre mouvement gaulliste, l’Union des républicains d'action sociale, devenue le Centre national des républicains sociaux, et de son groupe à l’Assemblée nationale, dont la stratégie est de combattre le « système » de l’intérieur. Il est le directeur de publication du journal de ce parti politique, Le Télégramme de Paris, de 1953 à 1958.
Sous la IVe République, Jacques Chaban-Delmas est favorable au retour au pouvoir de De Gaulle. Le député de la Gironde intervient souvent à la tribune de l'Assemblée nationale. Ainsi le 20 juin 1947, il est entendu au cours du débat sur l'interpellation de Fernand Grenier relative à la dévolution des biens des entreprises de presse. Le 28 octobre 1947 et à nouveau le 27 octobre 1949 — cette fois-ci à l'occasion du débat sur l'investiture du Président du Conseil Georges Bidault auquel il accorde sa confiance en souvenir des combats communs — Jacques Chaban-Delmas appelle de ses vœux une révision constitutionnelle ; il souligne que l'Assemblée dans sa composition ne représente plus l'opinion publique et qu'elle devrait se séparer pour rendre la parole aux électeurs, comme le préconise le général de Gaulle depuis la fondation du RPF, auquel il appartient. Il n'oublie pas de défendre les intérêts de sa région, que ce soit en luttant contre les incendies de forêt des Landes ou en faveur du théâtre de Bordeaux.
Comme membre de la Commission des affaires économiques ou au nom du groupe gaulliste, Jacques Chaban-Delmas intervient sur les questions importantes. Ainsi, le 13 décembre 1951, il s'oppose à la ratification du traité instituant la CECA, car en cas d'adoption la France, ne disposant plus de la maîtrise de son charbon et de son acier, serait en position d'infériorité lors de la négociation portant sur la défense européenne. En outre, il dénonce la méthode empruntée pour construire l'Europe et suggère des négociations globales sur l'édification d'une communauté européenne.
Européen convaincu, Jacques Chaban-Delmas milite pour la création de la Conférence européenne des pouvoirs locaux, aujourd'hui Congrès des pouvoirs locaux et régionaux de l'Europe (CPLRE), organe de représentation des collectivités locales et régionales et en est président du 12 janvier 1957 au 24 janvier 1960. Le Congrès devient alors l'une des institutions du Conseil de l'Europe.
Il est plusieurs fois ministre sous la Quatrième République. Ministre des Travaux publics, des Transports et du Tourisme sous Pierre Mendès France, Jacques Chaban-Delmas démissionne le 14 août 1954, en compagnie du général Koenig et de Maurice Lemaire. La raison de leur démission trouve son explication dans les conclusions arrêtées par le gouvernement Mendès France concernant le « compromis » dessiné par ce dernier à propos du traité de la Communauté européenne de défense (CED). Ils font savoir, par ce geste, qu'il leur est impossible de s'associer à ces conclusions. Le 3 septembre 1954, après le rejet du projet par l'Assemblée le 30 août et la démission des ministres qui en étaient partisans, Jacques Chaban-Delmas reçoit le portefeuille des Travaux publics, du logement et de la reconstruction et le garde jusqu'à la constitution du deuxième gouvernement Edgar Faure. Le 13 octobre 1955, il précipite la chute du gouvernement d’Edgar Faure (radical) sur la question algérienne, voulant une intégration des populations musulmanes dans la communauté nationale. Cet événement entraîne la dissolution de l’Assemblée nationale et la constitution d’un « Front républicain » auquel participent Pierre Mendès France, François Mitterrand et Jacques Chaban-Delmas.
Il est également ministre d’État du gouvernement Guy Mollet. Le 30 novembre 1956, il souhaite publiquement le retour rapide du général de Gaulle au pouvoir. Il est ministre de la Défense nationale et des Forces armées du gouvernement Félix Gaillard. À ce titre, il inaugure le Centre d'instruction à la pacification et à la contre-guérilla de Philippeville, dans le Constantinois (Algérie), le 10 mai 1958 ; il en confie la direction au colonel Marcel Bigeard que Chaban-Delmas considérait dans Mémoires pour demain (1997) comme « l’homme qu’il fallait pour faire subir aux officiers subalternes un véritable électrochoc psychologique qui changerait à jamais leur façon d’envisager les choses ». Ce centre a été notamment au cœur de la polémique sur la torture en Algérie en raison de son programme d’enseignement. En tant que ministre de la Défense, il fait partie du lobby qui pousse le CEA, sous la direction de Francis Perrin, à prendre la décision de fabriquer la première bombe nucléaire française, donnant à la France son statut de puissance nucléaire. Pourtant partisan du retour au pouvoir de De Gaulle, Jacques Chaban-Delmas n’est pas ministre dans le dernier gouvernement de la IVe République dirigé par de Gaulle. Il crée le 14 juin 1958, et organise l’un des mouvements politiques à l’origine de la future UNR, le Mouvement pour la Ve République qui devient le 22 juillet 1958, l'Union civique pour le référendum présidée par Louis Pasteur Vallery-Radot.
Chaban-Delmas définit ainsi sa position sous la IVe République : « J’accompagnai de Gaulle dans sa traversée du désert et j’étais un marginal engagé dans les structures de la IVe République […] un des acteurs du mouvement gaulliste et […] un participant aux délices et aux poisons d’un système que le Général dénonçait ».

### Maire de Bordeaux

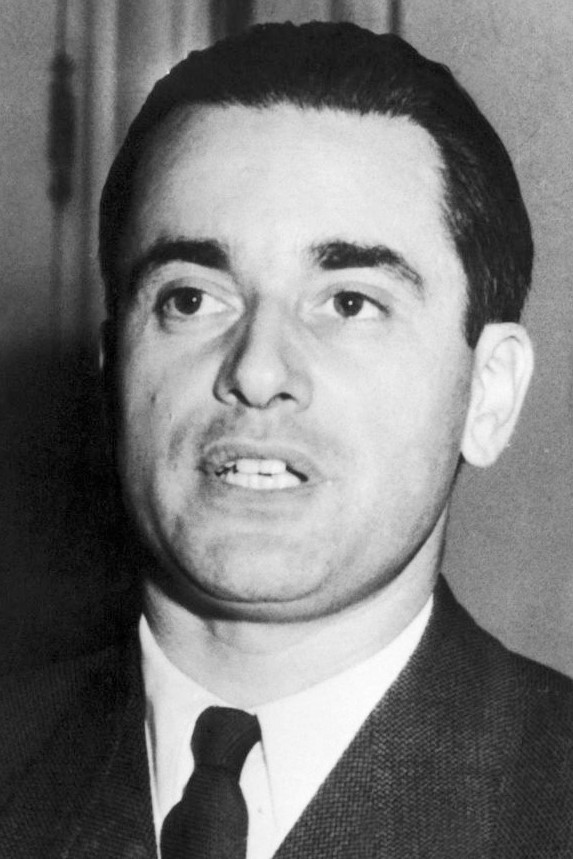
Jacques Chaban-Delmas en 1953

En 1947, Jacques Chaban-Delmas devient maire de Bordeaux ; il le reste sans discontinuer jusqu’en 1995. Il industrialise la ville, avec comme élément moteur le domaine aéronautique et spatial en récupérant de nombreuses entreprises inhérentes à l'aviation militaire en parallèle de Toulouse qui récupère l'aviation civile. Les urgences sont nombreuses à son élection en 1947, la construction de Claveau, la cité Carreire et la Benauge ont permis de faire face aux besoins immédiats. Les travaux de dégagement de l’estuaire, encombré par les épaves allemandes, prennent trois ans. Un drame pour une économie largement basée sur les activités maritimes. La reconstruction, notamment pour la place de la Bourse, procure bien quelques emplois, mais ce n’est pas cela qui constitue une relance économique. Pour la venue de l’aérospatiale, il règle le dossier de la poudrerie.
En juin 1958, la municipalité bordelaise se rend propriétaire d’un vaste espace inondable au nord de Bordeaux de 1 000 hectares à aménager pour favoriser le rééquilibrage de la ville au nord. Le marais est asséché et un lac artificiel de 160 hectares est construit. Il s’agit de Bordeaux-Lac.
Le Grand Parc est un quartier d’urbanisation qui s’inscrit dans la politique de construction de grands ensembles menée en France après la guerre. Plus localement, il participe au projet d’extension de la ville de Bordeaux sur les terrains marécageux du Nord (assèchement des terrains marécageux). Les plans de la ville prévoient la construction d'une cité HLM de 4 000 logements. Les travaux entrepris en 1959 par la Société bordelaise d’urbanisme et de construction et l’office d’HLM Aquitanis aboutissent en 1975. La cité accueille des rapatriés d’Algérie, des habitants de Mériadeck dont la restructuration est en cours et des fonctionnaires mutés. Les 4 000 logements de « la cité du Grand Parc » s’organisent autour d’une grande zone de verdure centrale qui accueille la majorité des équipements associés. Il plante des arbres dans tous les quartiers de Bordeaux qu’il a réaménagés. Dans les années 1980, il réhabilite la cité des Aubiers, symbole d’une erreur architecturale absolue. L’implantation de Ford provoque, pendant l’été 1970, ce qui est resté sous le nom de « bataille de Bordeaux ». Il parle d’un plan chimie, d’un avant-port du Verdon et d’une presqu’île d’Ambès qui permettraient de faire jeu égal avec Lyon et Marseille. Jacques Chaban-Delmas est à l’origine du pont d’Aquitaine (1967) pour soulager le pont de pierre qui constituait l’un des goulets étranglement les plus célèbres de France. Ce pont sera un point-clé de la rocade, avec le pont d’Arcins venu bien plus tard (en 1993). Le pont Saint-Jean soulage des embouteillages catastrophiques. Le pont de pierre s’élargit et devient la preuve de ce que l’on a su conserver de la splendeur passée.
Jacques Chaban-Delmas est également l'un des principaux moteurs politiques qui conduisent à la construction et à l'inauguration en 1963 du campus de Bordeaux de l'école d'ingénieurs Arts et Métiers ParisTech. Il s'agit du premier établissement de cette école ouvert après celui de Paris (1912). Depuis lors, Jacques Chaban-Delmas est membre d'honneur, d'abord à vie, puis à titre posthume, de la Société des ingénieurs Arts et Métiers. Au milieu du XXe siècle, l’université de Bordeaux (et les universités françaises en général) voit ses effectifs augmenter fortement. Les locaux situés en centre-ville deviennent trop petits et la plupart des facultés déménagent vers un nouveau campus : le domaine universitaire de Talence-Pessac-Gradignan (sciences en 1960, droit en 1966-67, lettres en 1971). Sur le plan culturel il crée de nombreuses institutions : le CAPC-musée d’Art contemporains de Bordeaux (1983), le Musée des Arts Décoratif et du Design (1955), le Musée national des Douanes (1984), le Centre national Jean-Moulin (1967), le Musée Goupil - Conservatoire de l’image industrielle (1991), le CAP Sciences (1995), le musée d’Aquitaine (1963), la Bibliothèque Mériadeck (1991). Dès 1965, Jacques Chaban-Delmas soutient, contre l'avis de son conseil municipal, la création du festival Sigma. Malgré les oppositions multiples, il soutient financièrement, année après année, cette manifestation d'avant-garde qui gagne très vite en réputation, en France et même à l'étranger.

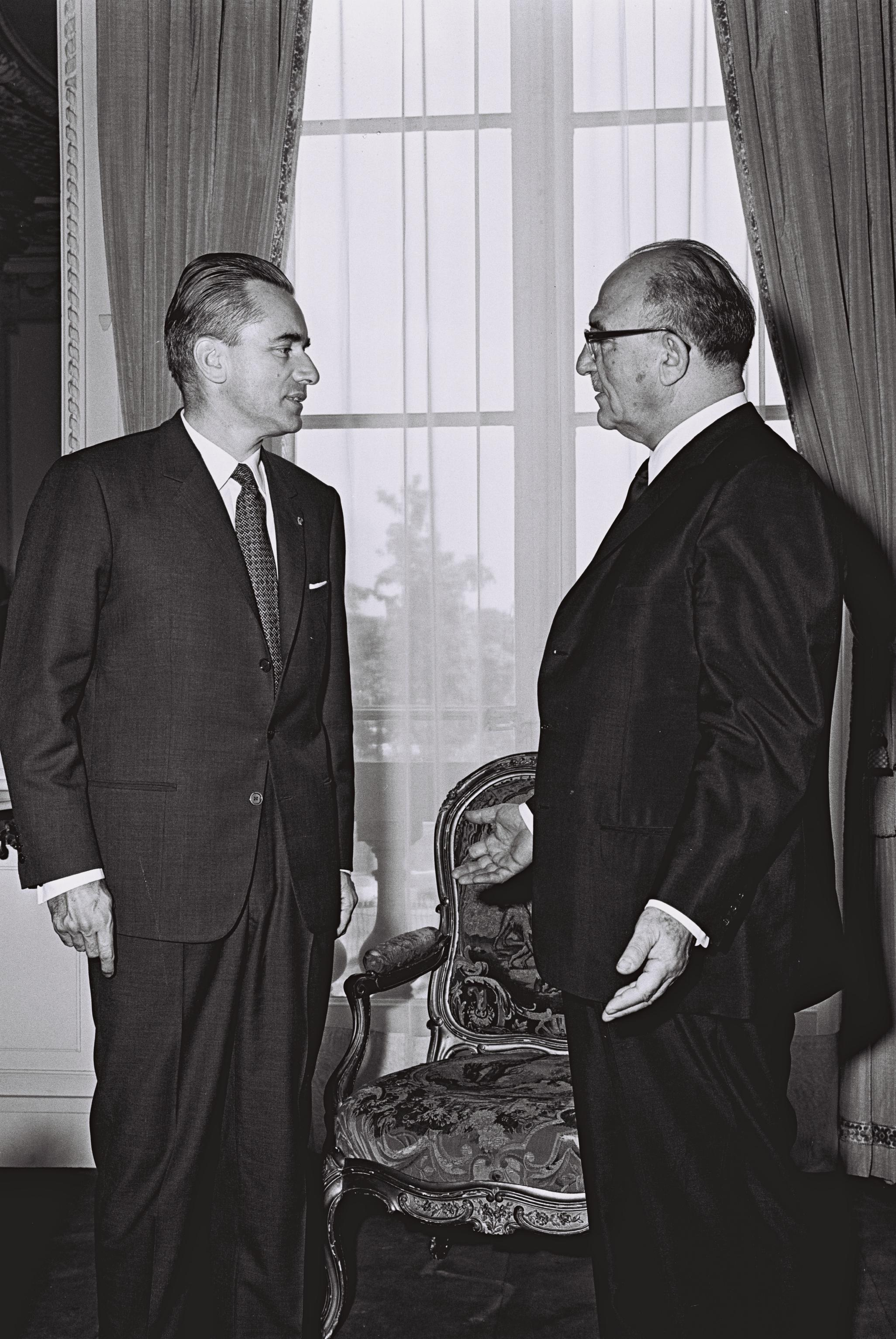
Jacques Chaban-Delmas et Levi Eshkol en 1964.

Il crée de nombreuses installations sportives et des antennes sportives dans différents quartiers, notamment la salle des Peupliers, la salle Jean-Dauguet, le palais des sports de Bordeaux, la patinoire de Mériadeck, le vélodrome de Bordeaux. Il accorde une attention constante aux clubs de la ville, aux grands comme aux petits, ainsi qu’aux compétitions qu’il a encouragées Girondins de Bordeaux HBC, des Girondins de Bordeaux hockey-club, des Girondins de Bordeaux (rugby à XIII), Football Club des Girondins de Bordeaux, du stade bordelais omnisports, du Jumping international de Bordeaux, du Tournoi de Tennis de Bordeaux, du CAM Bordeaux,des Girondins de Bordeaux Natation, du Bordeaux-Saintes, du Bordeaux-Paris, des Six Jours de Bordeaux, les Jeunes de Saint-Augustin Bordeaux Métropole, l’ASPTT Bordeaux, l’Union Saint Bruno, les Jeunes de Saint-Augustin, golf bordelais, la Villa Primrose. Durant son mandat, le Tour de France a fait 46 fois étape à Bordeaux.
Jacques Chaban-Delmas accueille très bien les rapatriés d’Algérie. Il a réalisé un programme de sédentarisation des gitans. En matière sociale il crée des foyers-restaurants, car il portait une attention particulière aux personnes âgées. En effet il ne manquait jamais de faire le tour des foyers à Noël. Il crée le comité de prévention de la délinquance, ce qui a permis à Bordeaux de sentir la montée de l’exclusion et de mettre en place des dispositions d’urgence qui, dès le premier jour, se sont occupées de 500 personnes alors qu’on en attendait une centaine. Quand, en 1985, Coluche lance Les Restaurants du Cœur, il est le premier homme politique à répondre oui et à agir. Il le fait sans ostentation. Il cherche l’efficacité. « Coluche nous offre sa popularité. Profitons-en, d’autant plus qu’il fait cela sans arrière-pensée ni vue carriériste », dit Jacques Chaban-Delmas. “Ce type est un mec bien”, répond Coluche.
Il décide d’abandonner le tramway en 1958 au profit de l’automobile. Les autobus remplacent les tramways comme solution marginale et provisoire. À terme, l’automobile serait l’unique moyen de locomotion. C’était à la ville de s’adapter à elle. Le 12 octobre 1987, en compagnie du président de la SNCF Philippe Essig et du directeur régional Marc Cauty, Jacques Chaban-Delmas inaugure les nouvelles installations modernisées de la gare de Bordeaux-Saint-Jean qui devaient permettre l'accueil du futur TGV-Atlantique. Le président Giscard d’Estaing lui propose l’installation d’un nouveau tramway qu’il décline. À la fin de sa carrière, Jacques Chaban-Delmas tente également, sans succès, de faire construire un réseau de métro de type VAL à Bordeaux. Initialement approuvé par la Communauté urbaine de Bordeaux en 1986, le projet de métro affronte rapidement une vive opposition. Malgré la détermination du maire, il est finalement abandonné en 1994 après le rejet du traité de concession et l'annulation de la déclaration d'utilité publique par le Conseil d'État.
Un épisode électoral témoigne de la popularité de Jacques Chaban-Delmas, surnommé « le Duc d'Aquitaine » dans son fief. En raison de la mort de son suppléant devenu député avec son arrivée à la tête du gouvernement, une élection partielle est organisée dans sa circonscription de Bordeaux le 20 septembre 1970. Jean-Jacques Servan-Schreiber, dirigeant historique du Parti radical tout juste élu député à Nancy, se présente contre le Premier ministre en souhaitant faire de cette partielle en Gironde une élection nationale. Après avoir encouragé la candidature de Robert Badinter ou d'Alain Savary, il se présente lui-même contre Jacques Chaban-Delmas, mais échoue dès le premier tour, le chef du gouvernement étant réélu avec 68,6 % contre 16,6 % pour le candidat radical.

### Première présidence de l'Assemblée nationale

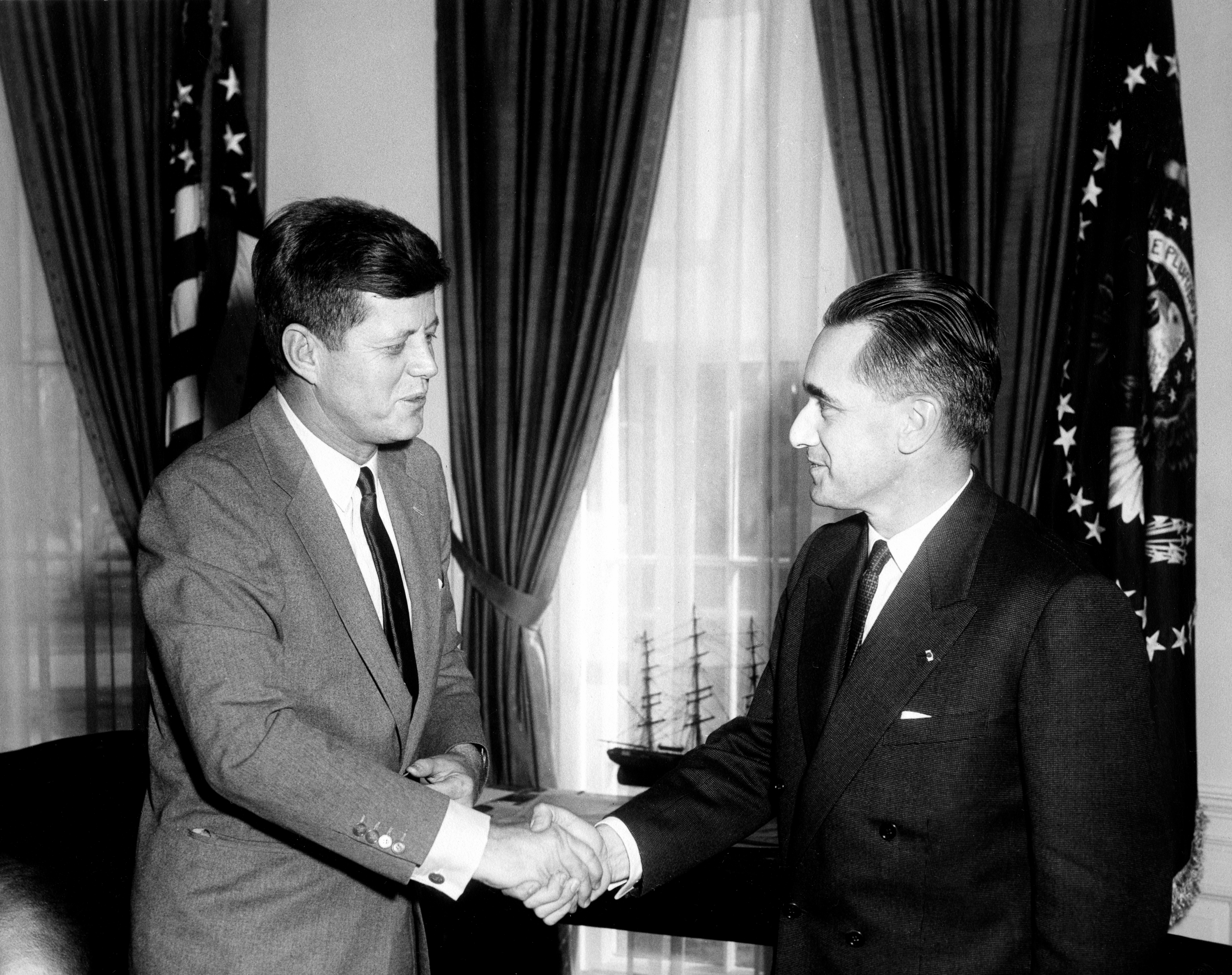
Jacques Chaban-Delmas avec John Fitzgerald Kennedy à la Maison-Blanche en 1961.

Jacques Chaban-Delmas est élu président de l'Assemblée nationale le 9 décembre 1958, devenant ainsi le premier président de la chambre basse de la Ve République. Il est réélu en 1962, 1967 et 1968. Il présente sa candidature face à Paul Reynaud, qui faisait figure de candidat du général de Gaulle.
Deux jours après son élection à la présidence de la chambre basse, il prononce une allocution dans laquelle il déclare vouloir préserver le lien entre la représentation nationale et le peuple. En 1967, il modifie le règlement de l’Assemblée nationale pour donner aux présidents des groupes politiques un rôle primordial dans la définition de l’ordre du jour. Par ailleurs, en 1969, il souhaite que chaque député puisse bénéficier d’un bureau personnel : ce projet est finalisé en 1974, après l’acquisition du bâtiment du 101 rue de l’Université.
Dans L’Ardeur (1975), il explique ainsi ses prérogatives : « Le fauteuil du président est un tonneau de vigie, d’où l’on peut voir se lever les tempêtes […]. Au perchoir, je suis absorbé par la nécessité d’anticiper l’événement. Il faut sentir ce qui va se passer. Cela suppose une bonne connaissance des dossiers et des hommes ».
Enfin, à partir de 1959, Jacques Chaban-Delmas, théorise la notion de « domaine réservé », selon laquelle, dans certains domaines (défense, politique étrangère), le président de la République a la possibilité de travailler directement avec les ministres, échappant de fait au contrôle gouvernemental. Il est le directeur de la publication du journal officiel du parti gaulliste pendant 39 ans : Notre République sous l’UNR (1958-1962) et La Lettre de la nation Magazine (1962-1997).
Après avoir fait activement campagne pour le référendum du 27 avril 1969 (notamment à Nantes), Jacques Chaban-Delmas soutient la candidature de Georges Pompidou contre Alain Poher à l’élection présidentielle anticipée.

### Premier ministre
Le 20 juin 1969, il est nommé Premier ministre par Georges Pompidou, élu président de la République. Pour Georges Pompidou, la nomination de Jacques Chaban-Delmas constitue la caution des gaullistes historiques (« gaullistes de guerre ») et une certaine ouverture à gauche. Le cabinet du Premier ministre accueille le mendésiste Simon Nora, Jacques Delors (chargé des questions sociales) et Ernest-Antoine Seillière. Le nouveau chef du gouvernement a une excellente connaissance du milieu parlementaire et affiche un souci de préservation des droits du Parlement. Si les barons du gaullisme siègent massivement au gouvernement, celui-ci comprend également des centristes ralliés et une vingtaine de secrétaires d’État nommés à la demande du président.

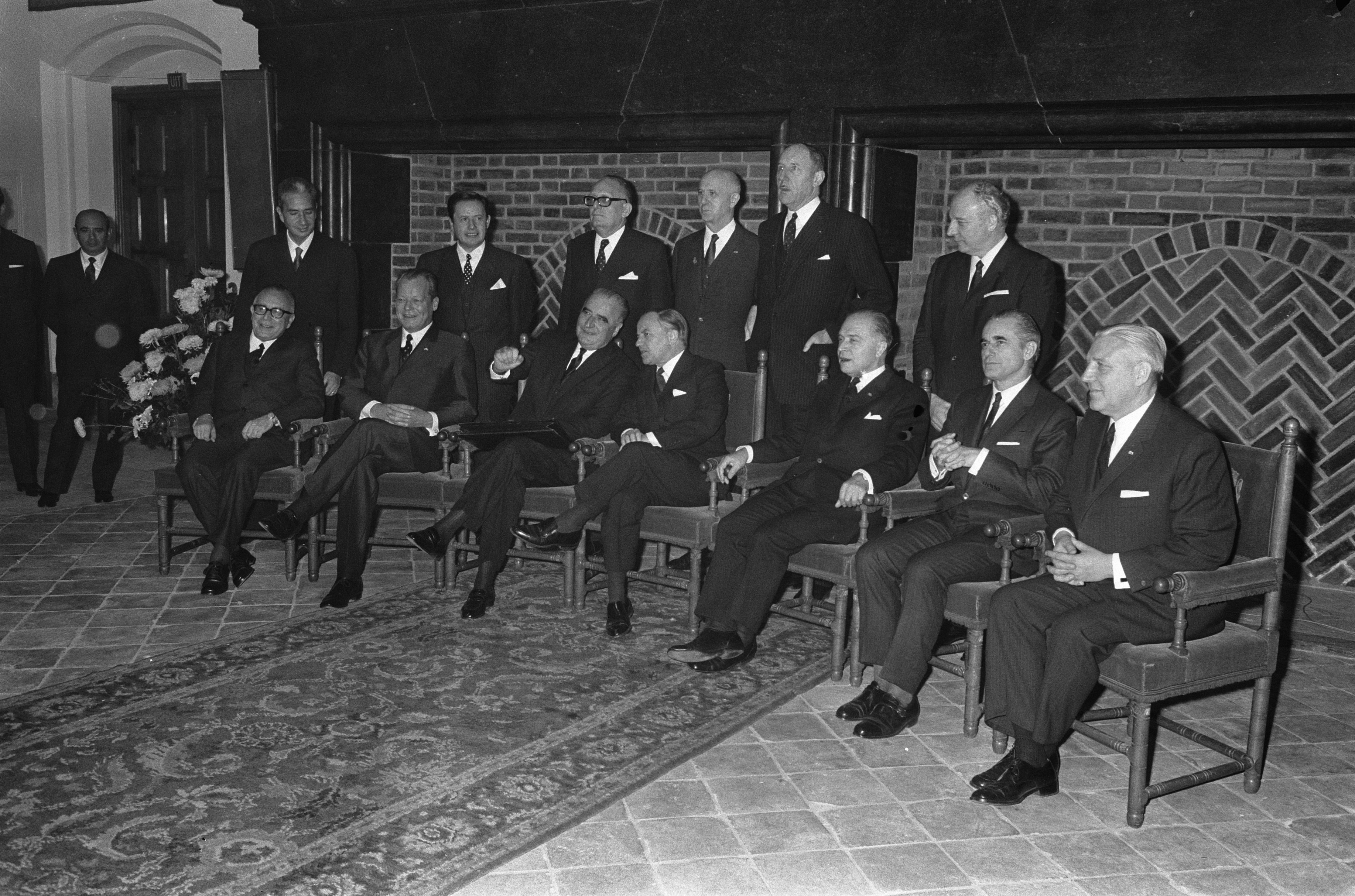
Jacques Chaban-Delmas entouré des chefs de gouvernements et des ministres européens lors du sommet de la CEE à La Haye le 1 décembre 1969.

#### Projet de «Nouvelle société»
Cette section ne s'appuie pas, ou pas assez, sur des sources secondaires ou tertiaires indépendantes du sujet. Le texte peut contenir des analyses inexactes ou inédites de sources primaires.
Pour l'améliorer, ajoutez-en, ou placez des modèles {{Source secondaire souhaitée}} ou {{Source secondaire nécessaire}} sur les passages mal sourcés. (février 2025)
Dans son discours de politique générale du 16 septembre 1969, il propose une « Nouvelle société » — présentée comme une variante française des « nouvelles frontières » proposées par John Kennedy au début de la décennie —, qui affiche d’abord son souci du trop faible degré d’industrialisation de la France et de sa trop grande tendance à l’inflation. Le tableau dressé est celui d’une société « bloquée » et d’un « État tentaculaire et inefficace » qui a « peu à peu mis en tutelle la société française tout entière ». Cette situation est due selon Chaban-Delmas à la rencontre entre l’État-providence d’après-guerre et la « vieille tradition colbertiste et jacobine, faisant de l'État une nouvelle providence ». Or, cette route n’aurait pas abouti à l’harmonie sociale (« Nous sommes encore un pays de castes. Des écarts excessifs de revenus, une mobilité sociale insuffisante, maintiennent des cloisons anachroniques entre les groupes sociaux »).
Au cours de ses trois années à la tête du gouvernement, il affiche deux priorités : le renforcement de la politique contractuelle (aidé en cela par son conseiller Jacques Delors) et le maintien de l’ordre (avec la polémique entourant la « loi anticasseurs », votée au printemps 1970). Le 9 juillet 1970, le premier accord national interprofessionnel (ANI) est signé par la CGPME et le CNPF ainsi que par les cinq organisations salariales (CGT, CFDT, CFE-CGC, CFTC et FO) sur la formation et le perfectionnement professionnel. Le 13 juillet 1971, la loi reconnaît l’existence d’un « droit des travailleurs à la négociation collective », instaure les accords d’entreprise et d’établissement sous un régime identique à celui de la convention de branche. La loi dite « Delors » du 16 juillet 1971 reprend l’accord interprofessionnel sur la formation professionnelle de juillet 1970 : elle débouche sur le principe d’un financement privé de la formation professionnelle, institue le congé individuel de formation (CIF) et oblige les entreprises de plus de dix salariés à participer à la formation professionnelle continue de ces derniers. Pour récolter les fonds, les fonds d’assurance formation (FAF) et les associations formation (ASFO) voient le jour.
Jacques Chaban-Delmas est aussi à l'origine de la loi sur les fusions et regroupements de communes (1971) et de la Loi Anticasseurs(1970). Il porte la loi sur l'actionnariat ouvrier chez Renault (1969), et son gouvernement initie le Centre national d’art et de culture Georges-Pompidou à la fin de l’année 1969. Cette même année, il supprime les classes du samedi après-midi à l’école primaire ; la semaine est ramenée de 30 à 27 heures et le « tiers-temps pédagogique » est établi. Il signe le décret no 72-9 relatif à l'enrichissement de la langue française, prévoyant la création de commissions ministérielles de terminologie pour l'enrichissement du vocabulaire français.
Une dévaluation du franc de 12,5 % a lieu le 8 août 1969. Le Premier ministre introduit les stock options dans le droit des sociétés en 1970.
La durée du service militaire est ramenée à un an en 1970. L’année suivante, Jacques Chaban-Delmas prend la décision d'extension du camp militaire du Larzac.
Jacques Chaban-Delmas est également à l’origine de la loi sur la réforme hospitalière qui instaure la carte sanitaire afin de mieux faire concorder l'offre et la demande en créant le service public hospitalier.

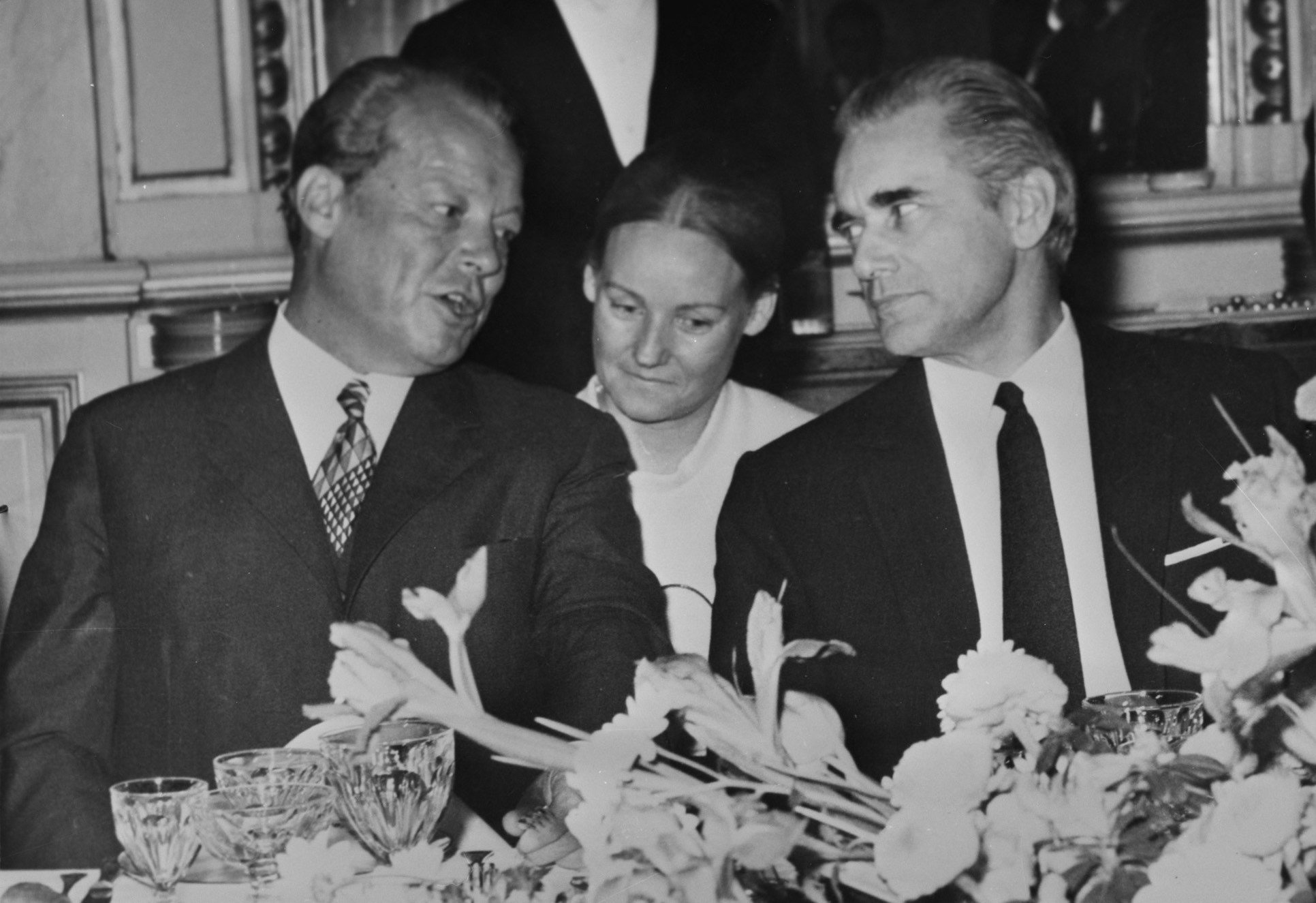
Jacques Chaban-Delmas avec Willy Brandt à Paris en 1971.

Le 4 juin 1970, il fait voter une loi qui institue l'autorité parentale partagée entre le père et la mère (auparavant seule l'autorité paternelle était reconnue). En décembre 1969, il décrète l'abandon par la France de la filière graphite-gaz pour la filière à eau pressurisée. En juillet 1970, il décide la fusion des trois constructeurs aéronautiques publics français (Sud-Aviation, Nord-Aviation et SEREB) pour former la Société nationale industrielle aérospatiale (SNIAS ou tout simplement « Aérospatiale »). Celle-ci s'associe la même année avec l'allemand Deutsche Airbus pour créer le consortium (sous forme de GIE) Airbus. En 1971, il crée le ministère de l'Environnement et lance le projet de train à grande vitesse (TGV).
Parmi ses autres grands projets, une libéralisation de l'ORTF, qui indispose cependant des conseillers du président Pompidou en plus d'être ternie par le « Messieurs les censeurs, bonsoir ! », lancé par Maurice Clavel en quittant un plateau de télé par surprise[réf. nécessaire].
La dernière loi qu'il fait voter est la loi créant les régions. Par un décret en date du 5 juillet 1972, il instaure un comité interministériel de la sécurité routière. Il négocie le traité de Bruxelles pour l’élargissement de la Communauté économique européenne au Danemark, à l’Irlande, à la Norvège et au Royaume-Uni à compter du 1er janvier 1973. Seule la Norvège n’y adhère pas après un référendum. Il négocie pour la France l'accord de Bâle du 10 avril 1972, qui crée le Serpent monétaire européen (SME).

#### Divergences avec Pompidou
Malgré cet activisme, la prééminence présidentielle reste entière : Georges Pompidou, Premier ministre pendant six ans, a une parfaite connaissance des dossiers de la France. La prééminence du président reste totale dans les domaines des Affaires étrangères et de la Défense. La formule de « domaine réservé » s’applique bien mal au couple Chaban-Delmas/Pompidou, le président se passionnant également pour la politique économique et industrielle de la France ou sa politique culturelle. Ainsi, des conseils restreints se tiennent souvent à l’Élysée, et sur des domaines étendus et variés. Les divergences entre le Premier ministre et le président — soutenu par la majorité des députés de l’UDR — s’accumulent. Une partie des députés UDR craint de voir l’électorat conservateur s’éloigner d’eux. Face à des députés UDR hostiles, début mai 1972, Chaban-Delmas aurait demandé à Pompidou ainsi son soutien : « Soutenez-moi ou mettez-moi à la porte » ; Pompidou lui aurait répondu : « Demandez donc un vote à l’Assemblée. On verra bien, vous n’avez rien à perdre »[réf. nécessaire]. Le 24 mai 1972, Chaban-Delmas reçoit un vote de confiance massif des députés (368 voix contre 96).
Mais début juillet, Jacques Chaban-Delmas est invité à démissionner par le président de la République, en délicatesse avec la thématique de la nouvelle société et en désaccord courtois sur la nature de l’équilibre des pouvoirs entre les deux têtes de l’exécutif.
Georges Pompidou lui propose d'occuper la présidence de la Commission européenne à partir du 1er janvier 1973. Cette fonction doit alors revenir à un Français et Jacques Chaban-Delmas a notamment négocié le traité de Bruxelles pour l'agrandissement de la Communauté européenne. Le chef de l’État pense que cette responsabilité prestigieuse lui permettra de l'éloigner de la vie politique hexagonale. L'ancien Premier ministre refuse la proposition et François-Xavier Ortoli obtient le poste.
Face au Programme commun conclu entre le PS et le PCF en juillet 1972, l'UDR a peur de perdre les législatives de 1973 et se sépare de son secrétaire général, René Tomasini. Jacques Chaban-Delmas pense alors être l'homme de la situation pour remporter les élections grâce à son bilan à Matignon. Il se porte candidat à la fonction de secrétaire général face à Alain Peyrefitte et à Jean de Préaumont. Cependant les cadres du parti choisissent Alain Peyrefitte. Quand ce dernier quitte la fonction en octobre 1973, ayant été nommé ministre dans le gouvernement Messmer II, Jacques Chaban-Delmas se présente à nouveau face à Alexandre Sanguinetti, qui est choisi. En mars 1974, quand Roger Frey quitte la tête du groupe UDR de l'Assemblée nationale pour prendre la présidence du Conseil constitutionnel, Jacques Chaban-Delmas présente sa candidature face à Claude Labbé : une fois de plus, c’est un échec pour l’ancien chef du gouvernement.
En 1973, Jacques Chaban-Delmas est candidat à la présidence de l'Assemblée face à Edgar Faure, qui l'emporte grâce au soutien de l'Élysée. Il est président de la Haute Cour de Justice entre 1973 et 1978.

### Campagne présidentielle de 1974

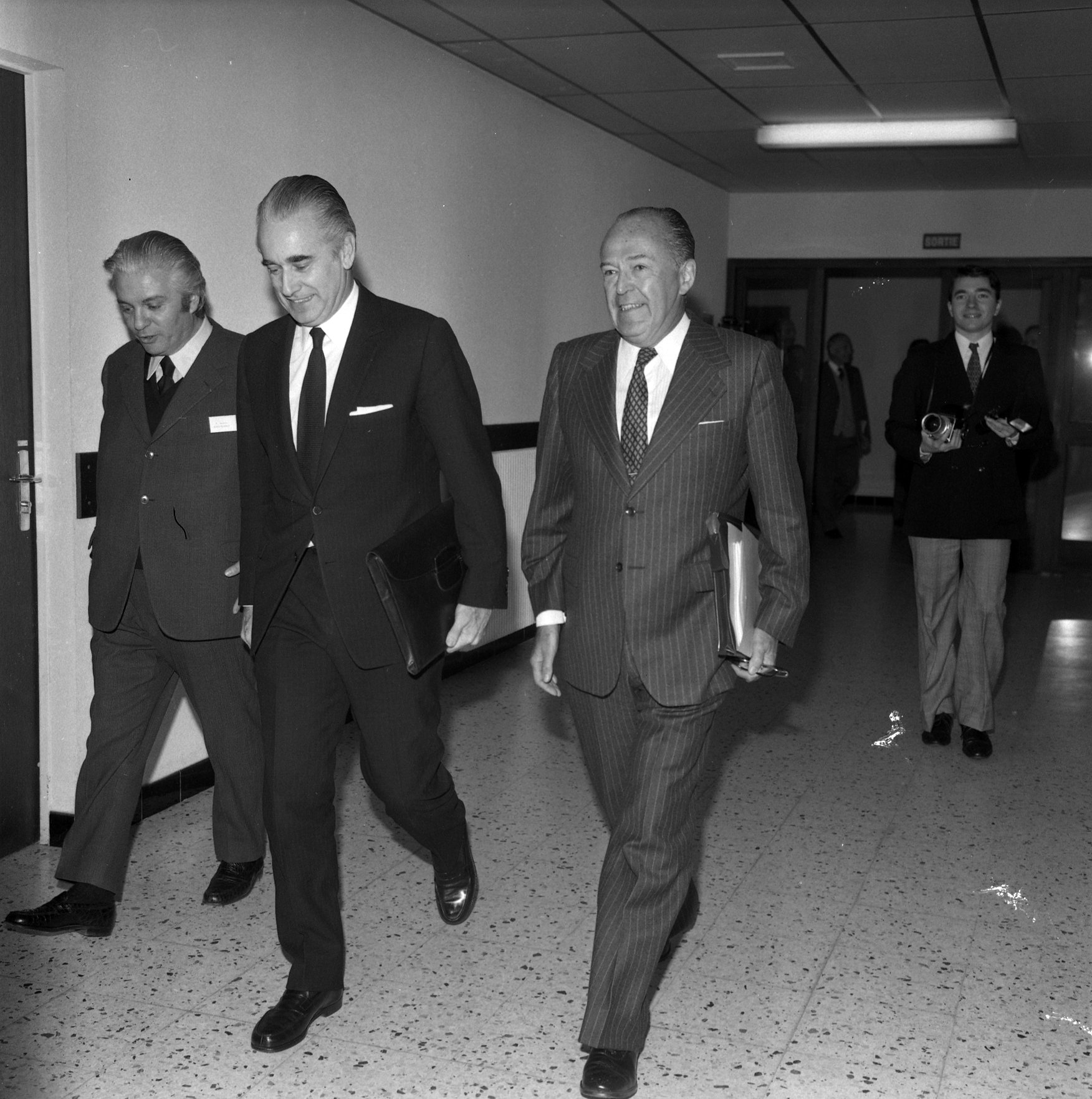
Jacques Chaban-Delmas en mars 1974.

Retiré sur ses terres bordelaises depuis 21 mois, Jacques Chaban-Delmas est décidé à se présenter à l’élection présidentielle prévue en 1976.
Après la mort de Georges Pompidou, malade, le 2 avril 1974, Jacques Chaban-Delmas se porte candidat à l’élection présidentielle anticipée. Son slogan de campagne (« Chaban pour la France, il l'a déjà prouvé ») met l'accent sur ses faits dans la Résistance. Il fait alors figure de favori.
Cependant, avant et pendant la campagne, il accumule les maladresses. Prévenu qu'un autre candidat de la majorité pourrait se déclarer à sa place, il officialise sa candidature dès le 4 avril 1974, alors que l'hommage de l'Assemblée nationale au président défunt n'est même pas terminé ; une partie de l'opinion juge le geste inélégant envers l'ancien président. Par ailleurs, sa feuille d'impôts, publiée par Le Canard enchaîné le 19 janvier 1972, révèle qu'il ne paie que 16 808 francs d'impôts pour des revenus déclarés de 250 000 francs ; en effet, l'indemnité parlementaire est alors quasiment nette d'impôts : les revenus de son mandat de maire et de président du conseil général sont exonérés et l'avoir fiscal créé en 1965 correspond à ce qui lui resterait à payer pour ses autres revenus. De plus, l'inculpation des frères Dega le déstabilise : Édouard Dega, inspecteur des impôts, est accusé de favoriser la fraude fiscale de riches contribuables, conseillé par son frère Georges Dega, membre du cabinet de Chaban-Delmas lorsqu'il était président de l'Assemblée nationale et conseiller fiscal personnel de l'homme politique. En outre, sa deuxième femme, Marie-Antoinette Iôn, est morte lors d'un accident automobile le 12 août 1970. Il se remarie avec Micheline Chavelet un an après, le 24 septembre 1971. Une rumeur se propage sur les causes de l'accident, favorisée notamment par une campagne contre lui dans la presse à scandales.
Lâché par trente-neuf parlementaires et quatre ministres de l'UDR, dont Jacques Chirac, qui soutiennent la candidature de Valéry Giscard d'Estaing dans l'« appel des 43 », soutenu froidement par le Premier ministre Pierre Messmer, affaibli par quelques maladresses (en particulier des retournements de position d'André Malraux, qui le soutient, sur un éventuel remplacement du livre par l'audiovisuel à l'école), il voit rapidement ses chances s'effondrer dans les sondages pendant la campagne du premier tour. Françoise Giroud, qui soutient François Mitterrand, accélère sa chute politique en lui réservant une petite phrase célèbre dans un éditorial féroce qu'elle titre et conclut ainsi : « On ne tire pas sur une ambulance ».
Au premier tour, avec 15,1 % de suffrages, il arrive en troisième position, largement distancé par Valéry Giscard d'Estaing (32,6 %) et François Mitterrand (43,2 %). En vue du second tour, il apporte au candidat de centre-droit son « soutien conditionnel » contre François Mitterrand. Cette défaite entraîne la naissance du néologisme « se faire chabaniser ».

### À nouveau président de l'Assemblée nationale

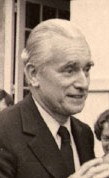
Jacques Chaban-Delmas dans les années 1980.

En décembre 1974, lorsque Alexandre Sanguinetti est débarqué de la direction (secrétariat général) de l'UDR par Jacques Chirac, Jacques Chaban-Delmas ne se présente pas en raison de son mauvais résultat à l’élection présidentielle, qui lui a fait perdre la confiance de nombreux cadres de l'UDR. En revanche, il pose à nouveau sa candidature pour la fonction de secrétaire général en juin 1975, face à André Bord, puis en avril 1976, face à Yves Guéna, mais il échoue dans les deux cas.
Lors de la formation du gouvernement Barre, Valéry Giscard d'Estaing lui propose le ministère des Affaires étrangères, mais il doit décliner l'offre sous l'injonction de Jacques Chirac. Jacques Chaban-Delmas ne peut en outre empêcher la création du RPR, qui est totalement dévolu à son fondateur, Jacques Chirac.
Il est secrétaire général du Parti populaire européen entre 1976 et 1990.
Un renversement d'alliances et l'appui du président Giscard d'Estaing lui permettent de récupérer en 1978 le « perchoir », évinçant Edgar Faure, qui l'occupait depuis 1973 et qui avait l'appui de Jacques Chirac, à l'époque très influencé par le tandem Garaud-Juillet.
En janvier 1980, il se voit confier une mission de renforcement des liens entre Moscou et Paris. Se trouvant à Moscou alors qu'Andreï Sakharov est assigné à résidence, il quitte l'URSS précipitamment afin de signifier le désaccord de la France.
Il soutient Michel Debré à l'élection présidentielle de 1981. Il quitte la présidence de l’Assemblée nationale après la victoire de la gauche aux élections législatives de 1981.

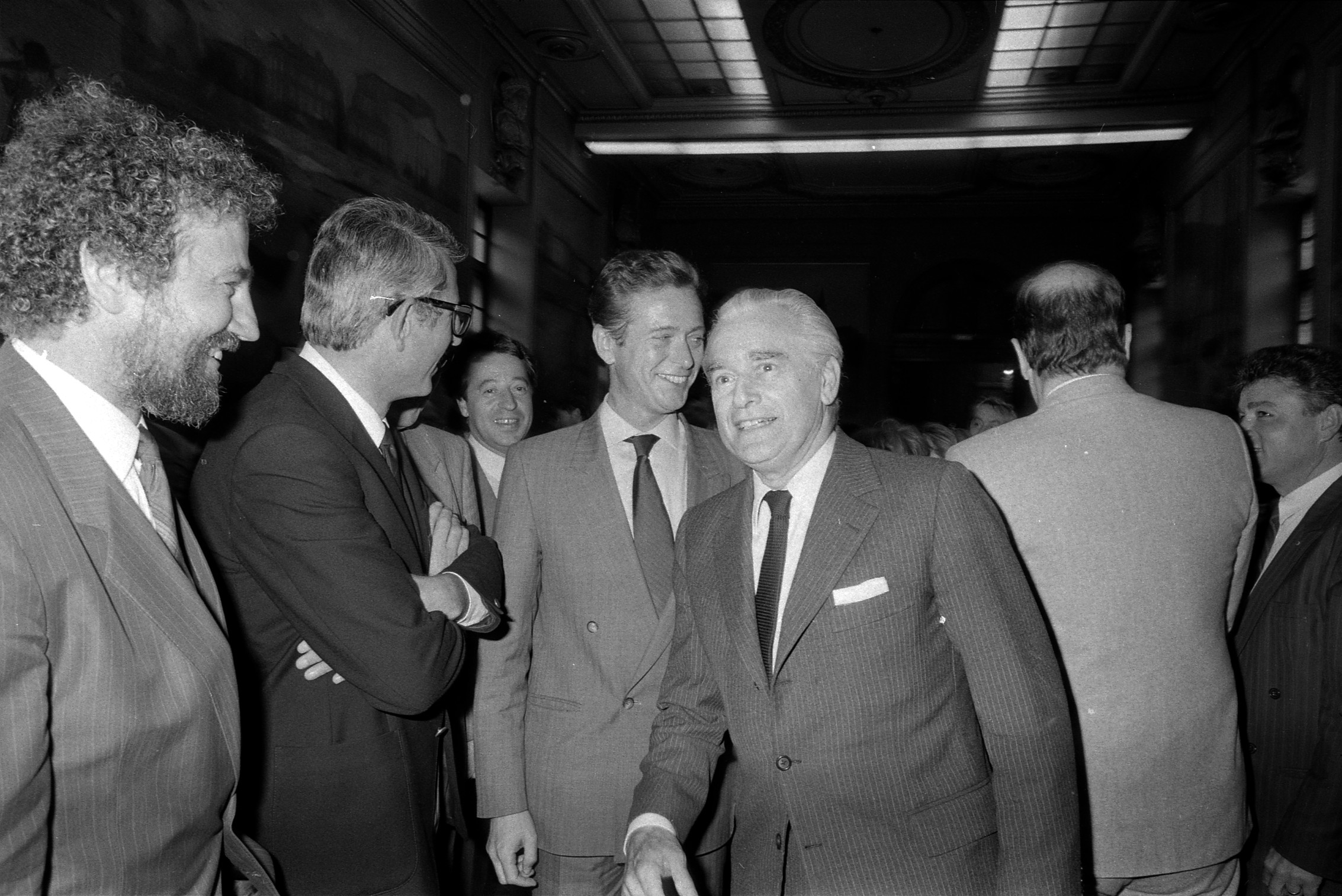
Jacques Chaban-Delmas et Dominique Baudis en 1985.

Après les élections législatives de 1986, Jacques Chaban-Delmas fait partie des favoris pour devenir Premier ministre du premier gouvernement de cohabitation, tout comme Simone Veil, Valéry Giscard d'Estaing et Jacques Chirac. Finalement, ce dernier est nommé chef du gouvernement par le président de la République, François Mitterrand. Il y a des pierres d'achoppement pour former le gouvernement Chirac car pour les ministères relevant du « domaine réservé » (les Affaires étrangères et la Défense) François Mitterrand souhaiterait des personnalités qui à la fois ne sont pas des chefs de parti et ne lui sont pas hostiles. Jacques Chaban-Delmas ferait l'affaire, mais finalement l'Élysée et Matignon s'accordent sur l'ambassadeur à Moscou Jean-Bernard Raimond. En revanche, le 2 avril 1986, un accord avec Jacques Chirac lui permet de regagner facilement la présidence de l'Assemblée nationale alors que Valéry Giscard d'Estaing visait visiblement le « perchoir ».
Bien qu’ayant désavoué l’alliance RPR-Front national aux élections municipales de 1983 à Dreux, il est réélu à la présidence du conseil régional d'Aquitaine grâce aux voix du Front national à la suite des élections régionales de 1986,,. Il affirme ne pas avoir mené de négociations avec le FN et que chaque élu est libre de voter comme il l’entend. Le 17 janvier 1988, Jacques Chaban-Delmas apporte un soutien sans réserve à la candidature de Jacques Chirac à l’élection présidentielle.
Après la réélection de François Mitterrand, il tente sans succès de convaincre le chef de l’État de ne pas dissoudre l'Assemblée nationale. La chambre basse est finalement dissoute le 14 mai 1988. À la suite des législatives anticipées, Jacques Chaban-Delmas est le candidat des députés de droite à la présidence de l'Assemblée, mais, avec 268 voix contre 301, il doit céder le perchoir à l'ancien Premier ministre socialiste Laurent Fabius. De 1988 à 1997, il préside le Comité d’action pour l’Europe (résurgence du Comité Jean Monnet), qui regroupe les anciens Présidents et Premiers ministres des pays européens. En janvier 1992, il est à nouveau candidat des députés de droite pour la présidence de l'Assemblée face au socialiste Henri Emmanuelli, qui l'emporte pour succéder à Laurent Fabius, devenu premier secrétaire du PS. Cette même année, il devient président du comité d’action pour l’Europe.

### Retrait de la vie politique
En 1995, à l'âge de 80 ans, Chaban-Delmas décide de ne pas se représenter à la mairie de Bordeaux. Après avoir soutenu la candidature victorieuse de Jacques Chirac à l'élection présidentielle, il se range derrière le nouveau Premier ministre, Alain Juppé, pour les élections municipales bordelaises, que ce dernier remporte. Dès lors, il se retire progressivement de la vie politique.
Le 12 novembre 1996, pour le cinquantième anniversaire de sa première élection, Jacques Chaban-Delmas est désigné, par acclamations des députés, président d’honneur de l’Assemblée nationale, un titre attribué à un seul de ses deux cent quarante-cinq homologues jusqu’à maintenant, Édouard Herriot. Ce jour-là, il est le plus ancien député avec Raymond Marcellin à avoir été élu depuis 1946 sans interruption jusqu’à la dissolution de 1997.
Le RPR lui propose d'être candidat dans la liste aux élections municipales à Bordeaux en 1995, pour que le parti conserve la présidence de la communauté urbaine de Bordeaux, du fait qu'il serait le doyen d'âge de la nouvelle assemblée en cas de mauvais résultats électoraux, et il s’oppose catégoriquement. Alain Juppé lui demande d'être son suppléant aux élections législatives de 1997 mais il veut quitter la vie politique. Le RPR l'appelle pour être candidat aux élections cantonales de 1998 dans le canton de Bordeaux-2, candidat dans la liste aux élections régionales de 1998 en Aquitaine dans le département de la Gironde, candidat dans la liste aux élections sénatoriales de 1998 en Gironde ou encore candidat sur la liste conduite par Nicolas Sarkozy aux élections européennes de 1999 ; Jacques Chaban-Delmas décline toutes ces offres. De même, Philippe Séguin lui propose la succession de Robert Fabre au Conseil constitutionnel en 1995, René Monory la succession d'Étienne Dailly également au Conseil constitutionnel en 1997, le gouvernement Juppé une nomination comme personnalité qualifiée au Conseil économique et social pour la période 1997-1999, le gouvernement Jospin la fonction de Médiateur de la République en 1998, mais Jacques Chaban-Delmas refuse ces propositions.
Il est membre du bureau de l'Association des médaillés de la Résistance française (1947-2000), du bureau de la Société d'entraide des Compagnons de la Libération (1948-2000), du bureau de la Fondation Maréchal de Lattre (1954-2000), du bureau de l'Association des Français libres (1958-2000), du bureau de l’Institut Charles-de-Gaulle (1971-2000), du bureau de la Fondation Maréchal Leclerc de Hauteclocque (1975-2000), du bureau de la Fondation Anne-de-Gaulle (1979-2000), du bureau de l’Institut Georges-Pompidou (1989-2000), du bureau de la Fondation Charles-de-Gaulle (1991-2000), du bureau de la Fondation de la France libre (1994-2000) et du bureau de l’Association des Amis de Michel Debré (1996-2000). Il est également membre du Conseil de l’ordre de la Libération (1958-2000) et de la commission nationale de la Médaille de la Résistance française (1962-2000).

### Mort et hommages

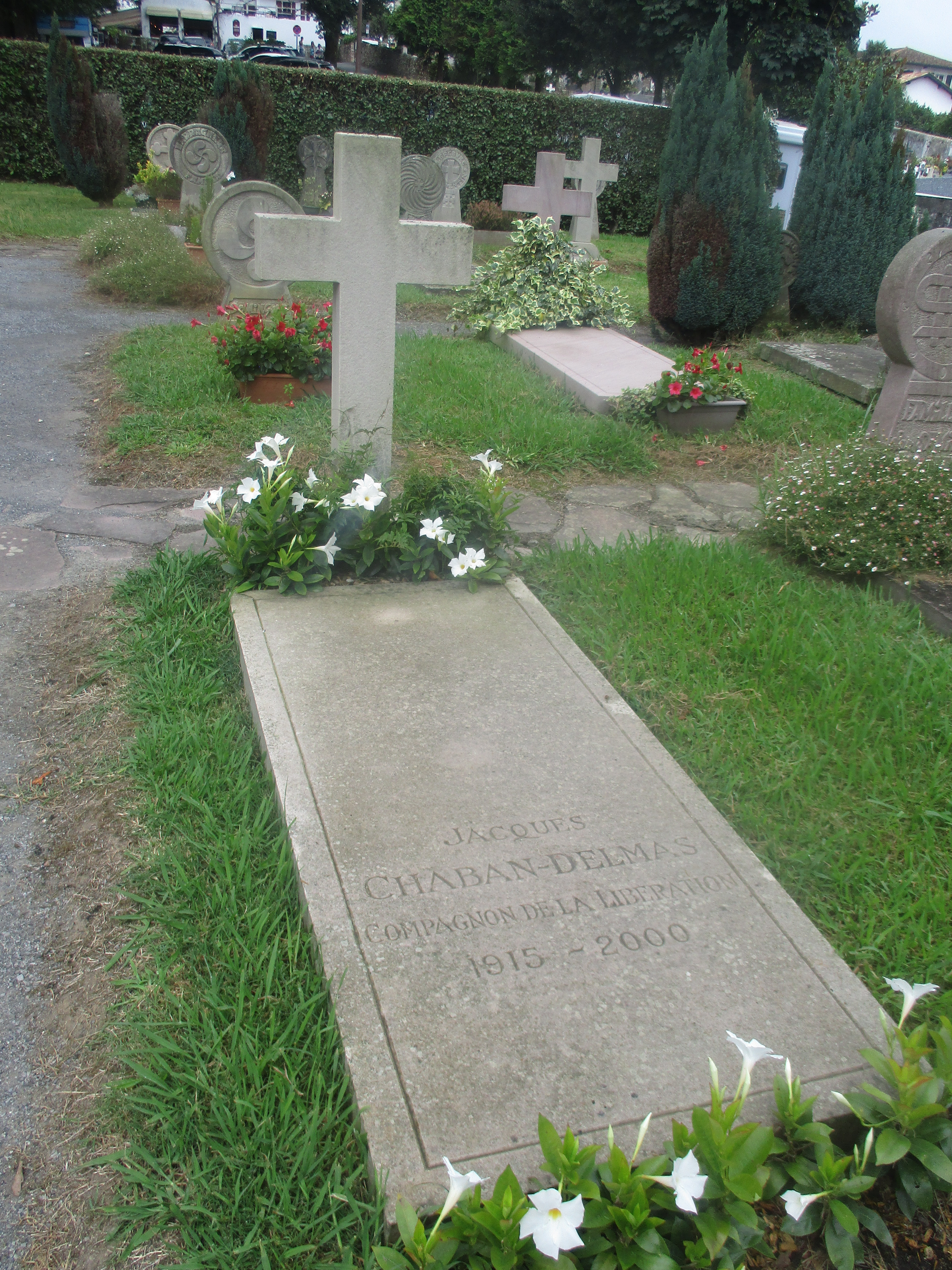
Tombe de Jacques Chaban-Delmas au cimetière d'Ascain.

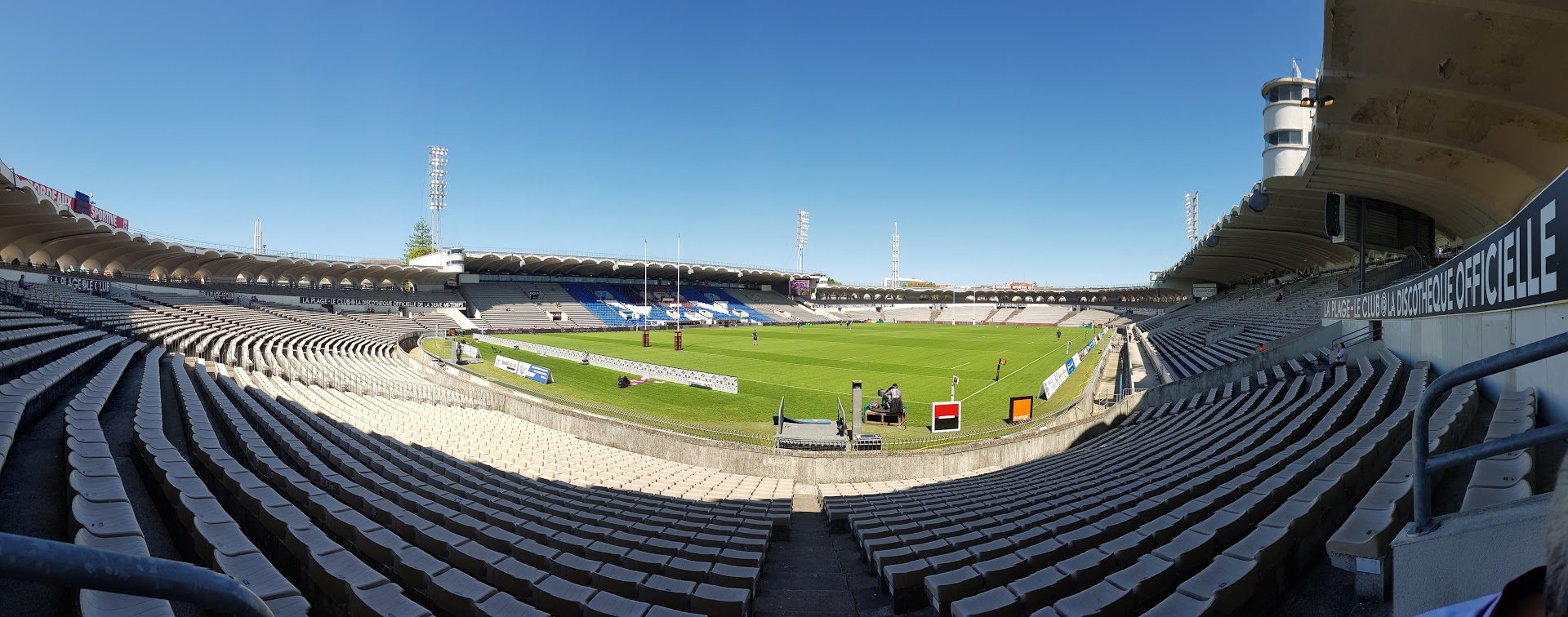
stade Chaban-Delmas

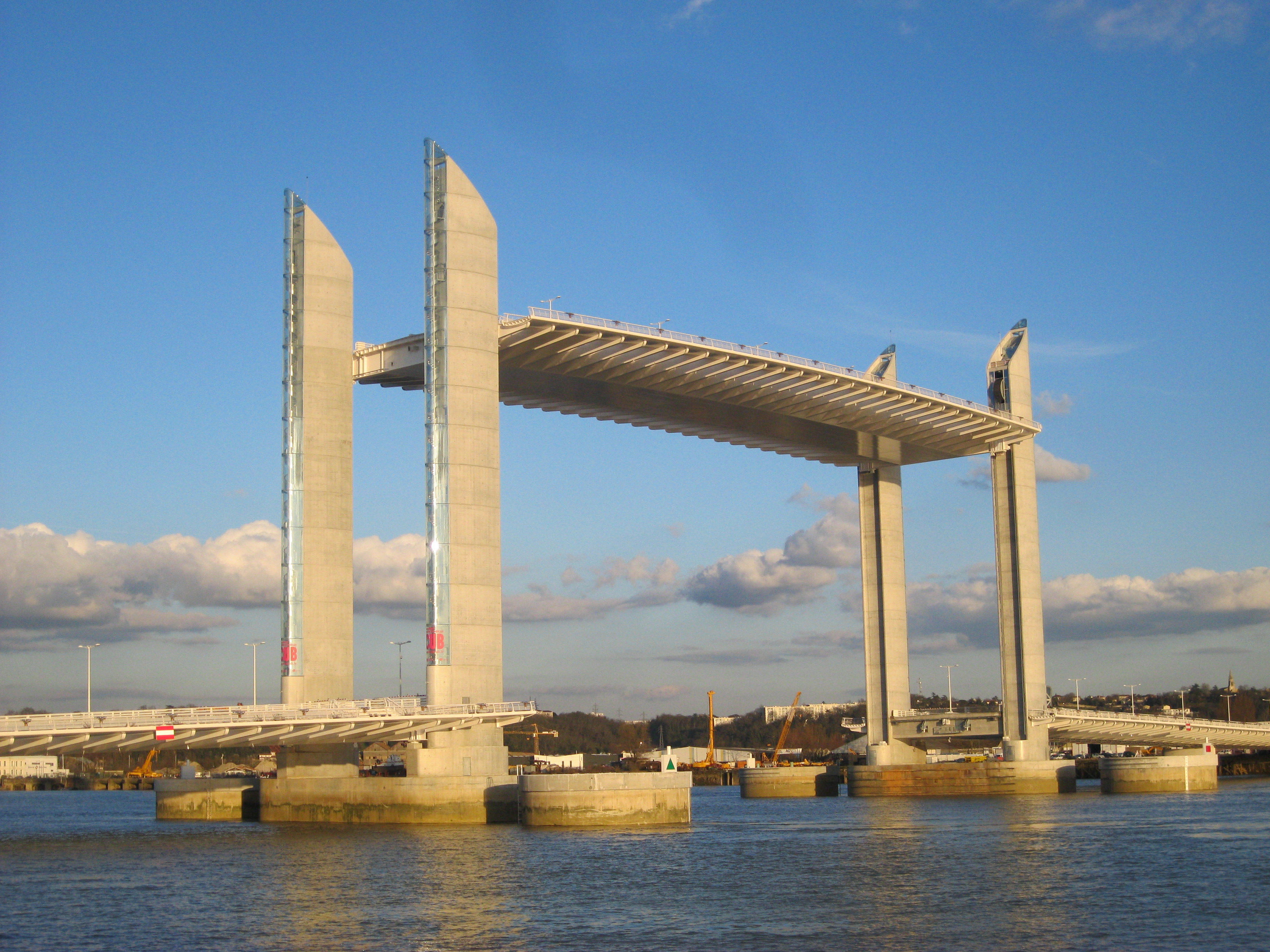
Pont Jacques Chaban-Delmas

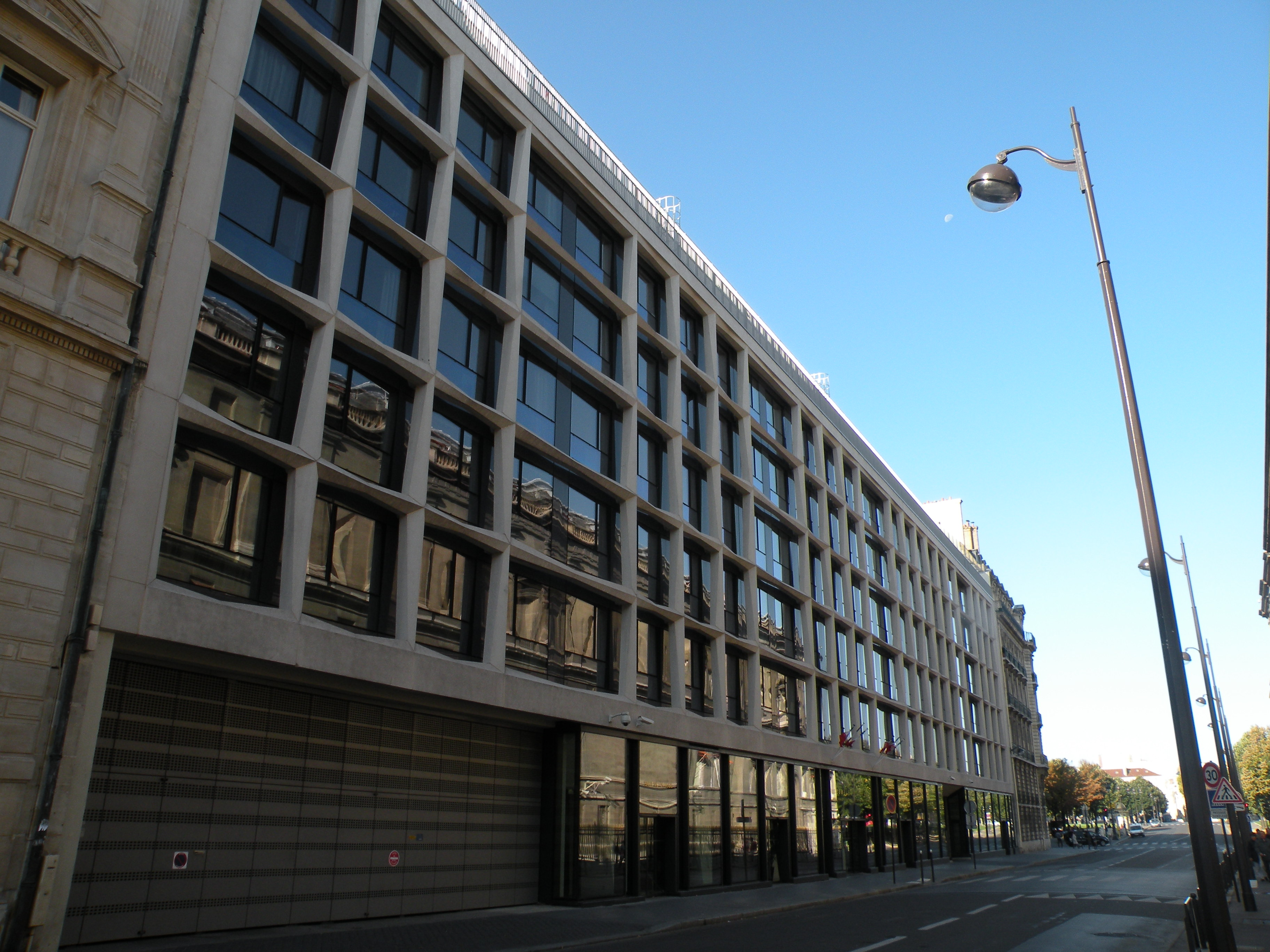
Immeuble Chaban-Delmas

Le 10 novembre 2000, âgé de 85 ans, il meurt d'une crise cardiaque à son domicile parisien du 1, rue de Lille. À son domicile, un cahier est dressé sur une table pour recevoir les hommages de citoyens tandis que de nombreuses personnalités politiques se succèdent pour le veiller.
Un hommage national a lieu aux Invalides, à la fin d’une messe avec chants basques du chœur Anaiki qui est célébrée par Jean-Marie Lustiger et l'archevêque de Bordeaux Pierre Eyt.
Les compagnons de la Libération sont à gauche du catafalque, derrière la famille arrivée avec les proches et les anciens conseillers, dont Jacques Delors. Le président Jacques Chirac déclare : « En précurseur, il avait compris que notre société moderne ne serait pas celle des certitudes acquises une fois pour toutes, des manichéismes, des idéologies en blanc et noir. Il savait que certains grands projets pour réussir doivent dépasser les clivages et rassembler des majorités d'opinion et d'enthousiasme. La Nouvelle Société qu'il appela de ses vœux était une société plus juste, plus solidaire, une société humaniste. Aujourd'hui, en ce début de XXIe siècle, Jacques Chaban-Delmas nous montre le chemin ». Sont présents ceux qui lui succéderont, aussi bien à l’hôtel de Matignon (Pierre Messmer, Pierre Mauroy, Laurent Fabius, Michel Rocard, Édith Cresson, Édouard Balladur, Alain Juppé) qu’à l’hôtel de Lassay (Louis Mermaz, Henri Emmanuelli, Philippe Séguin, Raymond Forni), ainsi que Valéry Giscard d'Estaing, Claude Pompidou et Danielle Mitterrand.
L'Assemblée nationale, qui avait fait de lui son président d'honneur, observe, le lundi suivant le décès, une minute de silence en sa mémoire. Pendant une demi-heure les députés écoutent, debout, les éloges funèbres. Pour le Premier ministre Lionel Jospin, Chaban-Delmas avait eu « toute sa vie la passion de la France ». Pour Alain Juppé, tout à la fois gaulliste, maire de Bordeaux et ancien Premier ministre, il s’agit de saluer un homme « visionnaire et généreux » qui « symbolisait l'histoire de la France ». Raymond Forni déclare : « Le nom de Jacques Chaban-Delmas évoque immédiatement les mots de résistance, conviction, courage, fidélité. Jacques Chaban-Delmas, c'est un peu de la France qui part aujourd'hui. C'est pour moi le plus grand président de l'Assemblée nationale que nous ayons eu ».
L'ancien Premier ministre est inhumé à Ascain, dans les Pyrénées-Atlantiques.
En qualité de maire de Bordeaux, il est membre de droit de l'Académie nationale des sciences, belles-lettres et arts de Bordeaux.
De son vivant, Jacques Chaban-Delmas s’est vu proposer par Jacques Chirac la dignité de grand-croix de l’ordre national du Mérite en tant qu’ancien Premier ministre pour la promotion du 14 mai 1997,. Jacques Chirac lui a également proposé la dignité de grand officier et de grand-croix de la Légion d'honneur pour la promotion du 14 juillet 1997, alors qu'il en était commandeur depuis 1958. Mais Jacques Chaban-Delmas estimait que personne ne pouvait prétendre lui remettre une telle décoration, personne n’ayant selon lui un passé comparable au sien. De même, il a refusé la cravate de commandeur des Palmes académiques, du Mérite agricole, du Mérite maritime et des Arts et des Lettres, auquel il pouvait prétendre comme commandeur de la Légion d’honneur.
En 1980, une médaille d'art est éditée par la Monnaie de Paris : il s’agit d'une œuvre du graveur J. H. Coëffin ayant pour inscription « Jacques Chaban-Delmas, président de l'Assemblée nationale – Tout est amour ».
Le stade du parc Lescure, qui accueille l'équipe de football des Girondins de Bordeaux et l'équipe de rugby de l'Union Bordeaux Bègles, devient le stade Chaban-Delmas en 2001.
En 2001, un Timbre commémoratif de 0,53 € à l’effigie de Jacques Chaban-Delmas édité par le service philatélique de la Poste.
Le 19 août 2004 est inaugurée l'esplanade Jacques-Chaban-Delmas à Paris. Son nom est également donné à des rues à Bobigny, Agde, Massiac, Combs-la-Ville, Gagny, Albi, Talence, Belfort, Deuil-La-Barre, Marcq-en-Baroeul et à Plougastel-Daoulas. Une allée lui est dédiée à Toulouse, tout comme une avenue à Quimper, un boulevard à Bordeaux, ainsi qu'un gymnase à Courbevoie.
Un buste de Jacques Chaban-Delmas se trouve dans la salle du conseil municipal de Bordeaux. Le 12 novembre 2012 a été installée sur la place Pey-Berland, au nord de la cathédrale, face au palais Rohan, une statue en hommage à Jacques Chaban-Delmas. L'œuvre de 3,2 mètres de haut pour 1,1 tonne a été réalisée par Jean Cardot.
Le conseil municipal de la ville de Bordeaux décide le 22 octobre 2012 de baptiser du nom « Jacques-Chaban-Delmas », le nouveau pont Bacalan-Bastide, inauguré le 16 mars 2013 par le président de la République François Hollande.
L'immeuble dans lequel logent les députés, derrière le palais Bourbon, porte le nom de Jacques Chaban-Delmas.
Alain Juppé avait le projet de donner le nom de Jacques Chaban-Delmas à l'aéroport de Bordeaux-Mérignac. Michel Sainte-Marie et la chambre de commerce avaient donné leur accord mais cela n'a pu se réaliser avant sa mort.
Il existe une « Association bordelaise des amis de Jacques Chaban-Delmas » depuis 2006 et une « Association Chaban aujourd'hui » depuis 2009.
À l'occasion du centenaire de sa naissance en 2015, l'Assemblée nationale a organisé une exposition temporaire dans l'hôtel de Lassay.

## Vie privée et familiale

### Mariages et descendance
En 1933, Jacques Delmas entre en tant que journaliste stagiaire à L'Information économique et financière tout en suivant les cours de Sciences Po et de la faculté de droit. Le 24 avril 1939, il épouse Odile Hamelin, la fille du fondateur du journal. Ils ont trois enfants : Clotilde, née en janvier 1940, Christian, astrophysicien né en 1941, et Valérie, née en 1945.
Avant la guerre, Jacques Chaban-Delmas joue au tennis avec Marie-Antoinette Iôn. Ils se retrouvent à Londres en 1944. Au début de l'année 1945, Jacques déserte le domicile conjugal pour aller retrouver Marie-Antoinette Iôn (qui divorce de François Geoffray, cadre dirigeant chez Renault). Il divorce également et se remarie le 23 mai 1947 avec cette « petite blonde plantureuse aux yeux verts, d'origine belgo-roumaine, toujours très coquette. Outre son élégance un peu convenue, on souligne son bon goût classique, la qualité de ses conseils et la sûreté de son jugement sur les êtres ». Ils ont un fils, Jean-Jacques, né le 6 août 1949, marié à Diane de Oliveira-Cezar, le 24 juin 1972, avec qui il a deux enfants, Éléonore et Jacques-Olivier ; divorcé, Jean-Jacques se remarie à Joëlle Loubère, avec laquelle il a Guillaume — qui se présente aux élections municipales de 2020 à Bordeaux sur la liste du maire LR sortant, Nicolas Florian —, puis il se marie en troisième noces avec Corinne Bretonneau le 4 mai 2001. Marie-Antoinette Iôn disparaît dans un accident de voiture le 12 août 1970 à Urrugne (Pyrénées-Atlantiques).
Jacques Chaban-Delmas, veuf, se remarie le 24 septembre 1971, alors qu'il est Premier ministre, avec Micheline Chavelet (1929-2024), que son ami François Mitterrand lui a présentée. Il est ainsi le beau-frère de André Schmidt, qui est longtemps son collaborateur, et l’oncle par alliance de Philippe Guilhaume, un temps président d’Antenne 2 et de France Régions 3, également son collaborateur à l’Assemblée nationale ; il est aussi le grand-oncle de Virginie Guilhaume.

### Sports
La carrière sportive de Jacques Chaban-Delmas, sportif de haut niveau, fut mise en avant dans le courant des années 1960 par le biais d'un reportage de l'émission Les Coulisses de l'exploit.
Licencié au CASG Paris, puis au CA Béglais au poste de trois-quarts aile gauche, Jacques Chaban-Delmas a joué en sélection nationale de rugby à XV en juin 1945, contre l'équipe du British Empire Service, à Richmond.
Jacques Chaban-Delmas a été licencié à la section tennis du Racing Club de France dès l'avant-guerre. Il pratiqua le sport à haut niveau, et fut notamment finaliste du double messieurs du championnats de France en 1965 (Le National), vainqueur à Roland-Garros des Internationaux de France vétérans en simple et en double en 1961 (avec Roland Journu), puis en double de 1965 à 1970 (avec Pierre Pellizza). Il a joué en double mixte à Roland-Garros avec Myrtil Dubois en 1956 et a participé à plusieurs tournois français réputés tels que la Coupe Marcel Porée en 1955 et 1959, au championnat de France de tennis en salle en 1961 et la Coupe Albert Canet en 1964. En 1960, il prend part à une rencontre interclub France-Angleterre aux côtés d'Henri Cochet. En 1968, il dispute la première édition Open des Internationaux de France en double avec Henri Pellizza. Il a été classé en première série en double et à la tête de la seconde série en simple dans les années 1960.
Il participe aussi à des tournois de bridge.

## Synthèse des résultats électoraux

### Élections présidentielles
| Année | Parti | Parti | 1er tour  | 1er tour | 1er tour | Issue   |
| Année | Parti | Parti | Voix      | %        | Rang     | Issue   |
| ----- | ----- | ----- | --------- | -------- | -------- | ------- |
| 1974  |       | UDR   | 3 857 728 | 15,11    | 3e       | Éliminé |

### Élections législatives
| Année | Parti         | Parti | Circonscription | 1er tour | 1er tour | 1er tour              | 2d tour               | 2d tour               | 2d tour | Issue |
| Année | Parti         | Parti | Circonscription | Voix     | %        | Rang                  | Voix                  | %                     | Rang    | Issue |
| ----- | ------------- | ----- | --------------- | -------- | -------- | --------------------- | --------------------- | --------------------- | ------- | ----- |
| 1946, |               | RGR   | 1re de Gironde  | NC       | NC       | NC                    |                       |                       |         | Élu   |
| 1951  |               | RPF   | 1re de Gironde  | 84 609   | 37,40    | 1er                   |                       |                       |         | Élu   |
| 1956  |               | RS    | 1re de Gironde  | 58 385   | 21,82    | 1er                   |                       |                       |         | Élu   |
| 1958  |               | UNR   | 2e de Gironde   | 17 725   | 48,03    | 1er                   | 21 282                | 63,23                 | 1er     | Élu   |
| 1962  | 15 524        | UNR   | 2e de Gironde   | 53,83    | 1er      |                       |                       |                       | Élu     |       |
| 1967  |               | UDR   | 2e de Gironde   | 15 493   | 49,60    | 1er                   | 16 720                | 54,91                 | 1er     | Élu   |
| 1968  | 15 956        | UDR   | 2e de Gironde   | 52,22    | 1er      |                       |                       |                       | Élu     |       |
| 1970  |               | SE    | 2e de Gironde   | 14 904   | 63,56    | 1er                   |                       |                       |         | Élu   |
| 1973  |               | UDR   | 2e de Gironde   | 12 570   | 48,56    | 1er                   | 13 748                | 53,43                 | 1er     | Élu   |
| 1978  | 13 238        | UDR   | 2e de Gironde   | 55,27    | 1er      |                       |                       |                       | Élu     |       |
| 1981  |               | RPR   | 2e de Gironde   | 11 133   | 57,91    | 1er                   |                       |                       |         | Élu   |
| 1986  | Gironde       | RPR   | 248 198         | 43,11    | 1er      | Scrutin proportionnel | Scrutin proportionnel | Scrutin proportionnel | Élu     |       |
| 1988  | 2e de Gironde | RPR   | 18 091          | 53,88    | 1er      |                       |                       |                       | Élu     |       |
| 1993  | 2e de Gironde | RPR   | 12 861          | 41,67    | 1er      | 18 346                | 75,10                 | 1er                   | Élu     |       |

## Détail des mandats et fonctions

### Fonctions gouvernementales
- Ministre des Travaux publics, des Transports et du Tourisme du gouvernement Pierre Mendès France (du 19 juin au 14 août 1954)
- Ministre du Logement et de la Reconstruction du gouvernement Pierre Mendès France (du 3 septembre au 12 novembre 1954)
- Ministre des Travaux publics, des Transports et du Tourisme du gouvernement Pierre Mendès France (du 3 septembre au 23 février 1955)
- Ministre d'État du gouvernement Guy Mollet (du 21 février 1956 au 13 juin 1957)
- Ministre de la Défense nationale et des Forces armées du gouvernement Félix Gaillard (du 6 novembre 1957 au 14 mai 1958)
- Premier ministre du 20 juin 1969 au 5 juillet 1972

### Mandats électifs
- Député de la Gironde (1946-1997)
- Représentant de la France à l’Assemblée parlementaire du Conseil de l’Europe (1949-1959)[22].
- Membre de la Conférence annuelle des parlementaires de l'Otan (1955-1966)[22].
- Sénateur de la Communauté (1959-1961)[88]
- Membre du Parlement européen (1961-1969 et 1973-1979)[22].
- Membre de l'Assemblée parlementaire de la Francophonie (1967-1969 et 1973-1997)[22].
- Membre de l'Assemblée de l'Union de l'Europe occidentale (1979-1990)[22].
- Membre de l'Assemblée parlementaire de l’OSCE (1990-1997)[22].
- Maire de Bordeaux (1947-1995)
- Président de l'Assemblée nationale (du 9 décembre 1958 au 20 juin 1969, du 3 avril 1978 au 22 mai 1981, du 2 avril 1986 au 14 mai 1988). Président d'honneur depuis le 12 novembre 1996.
- Président de la communauté urbaine de Bordeaux (1967-1977, 1983-1995).
- Premier vice-président du conseil de la communauté urbaine de Bordeaux (1977-1983).
- Président du conseil régional d'Aquitaine (1974-1979 et 1985-1988).

## Publications
- L'Ardeur (Stock, Paris, 1975)  (ISBN 2-234-00367-9) (BNF 36254654). Autobiographie[89].
- Charles de Gaulle (Éditions no 1, Paris, 1980)  (ISBN 2-86391-017-5) (BNF 34684234).
- La Libération (Éditions no 1, Paris, 1984)  (ISBN 2-86391-086-8) (BNF 34754401).
- Les Compagnons (Albin Michel, 1986)  (ISBN 2-226-02530-8) (BNF 34868940).
- La Dame d'Aquitaine (j'ai lu 1987)  (ISBN 2-277-22409-X) (BNF 35532235).
- Montaigne (Michel Lafon, 1992)  (ISBN 2-908-65203-X) (BNF 35532235). Prix Henri-Malherbe (1993).
- Mémoires pour Demain (Flammarion, 1997)  (ISBN 2-08-067358-0) (BNF 36171462).

En outre, il est l'auteur de nombreuses préfaces, avant-propos, introductions et postfaces.

## Décorations
- Commandeur de la Légion d'honneur
- Compagnon de la Libération par décret du 7 août 1945
- Croix de guerre 1939-1945
- Médaille de la Résistance française avec rosette par décret du 31 mars 1947

- Commandeur de la Legion of Merit (États-Unis)
- Commandeur de l'ordre de Léopold II (Belgique)
- Commandeur l'ordre de Virtuti Militari (Pologne)
- Commandeur de l'ordre d'Isabelle la Catholique (Espagne).
- Cordon de l'ordre de l'Étoile yougoslave.
- Chevalier grand-croix de l'ordre du Mérite de la République italienne‎[91].

## Filmographie

### Cinéma
- 1966 : Paris brûle-t-il ? dont le rôle est interprété par Alain Delon

### Télévision
- 1982-1995 : Le Bébête show (Jacques Chaban-Delmas était un canard nommé Bancha (car il siège sur le perchoir, à l'Assemblée)).
- 2006 : Le Grand Charles par Julien Boisselier
- 2011 : Mort d'un président par Alain Fromager
- 2011 : Changer la vie par Didier Flamand
- 2013 : Crime d'État par Grégoire Oestermann